# 델
델 주식회사(영어: Dell Inc.)는 개인용 컴퓨터(PC), 서버, 데이터 스토리지 장치, 네트워크 스위치, 소프트웨어, 프린터 및 웹캠을 포함한 컴퓨터 주변기기 등의 제품과 서비스를 개발, 판매, 수리 및 지원하는 미국의 기술 기업이다. 델은 텍사스주 라운드록에 본사를 두고 있다.
마이클 델이 1984년에 설립한 델은 IBM 호환 컴퓨터를 제조하기 시작했으며, 고객에게 저렴한 PC를 직접 판매하는 방식을 개척하여 공급망 관리 및 전자상거래를 운영했다. 이 회사는 1990년대에 급격히 성장하여 2001년에는 처음으로 세계 최대 PC 공급업체가 되었다. 델은 2009년 페로 시스템즈를 인수하기 전까지 순수한 하드웨어 공급업체였다. 이후 델은 IT 서비스 시장에 진출했다. 이 회사는 스토리지 및 네트워킹 시스템을 확장했다. 2000년대 후반에는 컴퓨터만 제공하는 데서 벗어나 기업 고객을 위한 다양한 기술을 제공하는 방향으로 확장을 시작했다.
델은 델 테크놀로지스의 자회사이자 공개 회사이며, NASDAQ-100 및 S&P 500의 구성 종목이다. 델은 2022년 포춘 500 목록에서 31위에 올랐으며, 이는 2021년 76위에서 상승한 순위이다. 또한 포춘 잡지에 따르면 텍사스주에서 총매출액 기준으로 여섯 번째로 큰 기업이며, 텍사스주에서 비석유 기업 중 두 번째로 크다. 2024년 기준 단위 판매량 기준으로 레노버와 HP에 이어 세계 3위 개인용 컴퓨터 공급업체이다. 2015년, 델은 기업 기술 회사인 EMC 코퍼레이션을 인수하여 델 테크놀로지스의 부문이 되었다. 델 EMC는 데이터 스토리지, 정보 보안, 가상화, 분석 및 클라우드 컴퓨팅을 판매한다.

## 역사

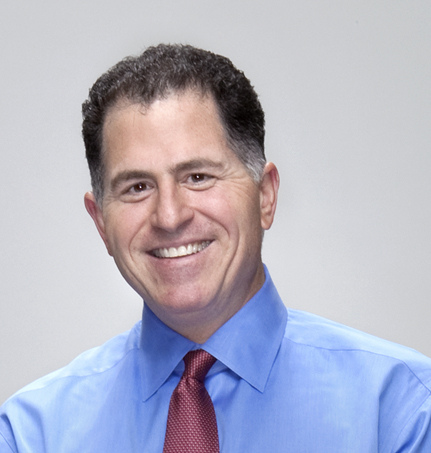
마이클 델 (창립자)

### 설립과 창업

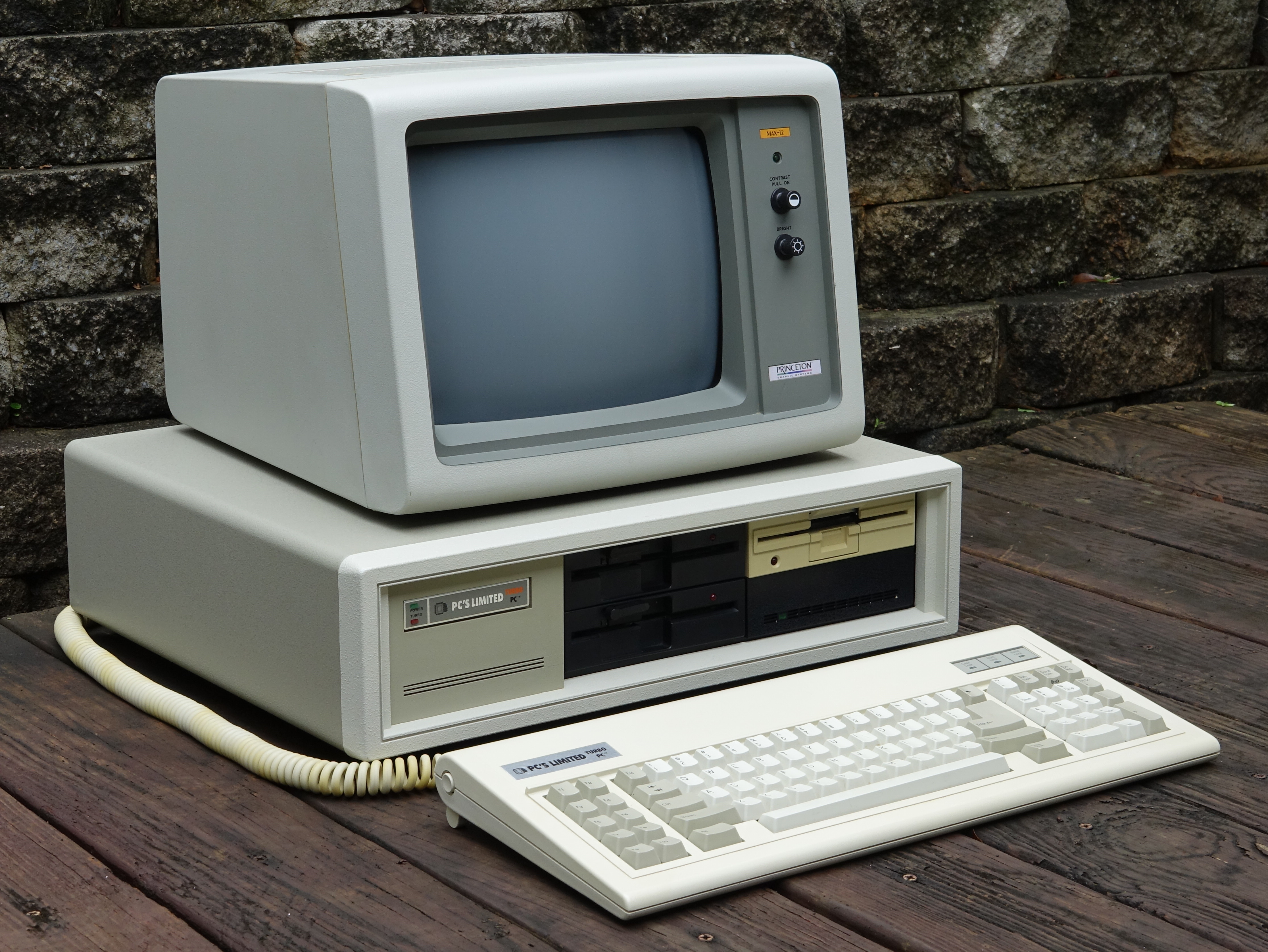
당시 PC's Limited로 알려진 델이 제조한 첫 PC 모델인 터보 PC.

마이클 델은 1984년 텍사스 대학교 오스틴 재학 중 PC's Limited라는 이름으로 델 컴퓨터 코퍼레이션을 설립했으며, 도비 센터에 있는 마이클 델의 캠퍼스 밖 기숙사 방에서 운영했다. 이 스타트업은 재고 부품으로 조립된 IBM PC 호환기종 컴퓨터를 판매하는 것을 목표로 했다. 마이클 델은 개인용 컴퓨터 시스템을 고객에게 직접 판매함으로써 PC's Limited가 고객의 요구를 더 잘 이해하고 이러한 요구를 충족시키는 가장 효과적인 컴퓨팅 서비스를 제공할 수 있을 것이라는 믿음으로 사업을 시작했다. 델은 가족으로부터 약 1,000달러의 확장 자본을 받아 첫 학년을 마친 후 텍사스 대학교를 중퇴하고 신생 사업에 전념했다. 2021년 4월 기준, 델의 순자산은 500억 달러 이상으로 추정되었다.
1985년, PC's Limited는 첫 컴퓨터인 "터보 PC"를 795 미국 달러에 출시했다. 터보 PC는 최대 8 MHz 속도의 인텔 8088 호환 프로세서를 탑재했다. PC's Limited는 이러한 시스템을 전국 컴퓨터 잡지를 통해 마케팅했으며, 다양한 옵션을 기반으로 각 장치를 맞춤 조립하여 소비자에게 직접 판매했다. 이 접근 방식은 소매 브랜드에 비해 경쟁력 있는 가격을 제공하면서 사전 조립된 장치의 편리함을 결합하여, 이 사업 모델의 초기 성공 사례 중 하나가 되었다. 이 회사는 첫 운영 연도에 7,300만 달러 이상의 총매출을 올렸다.
이 회사는 1987년에 PC's Limited라는 이름을 버리고 델 컴퓨터 코퍼레이션이 되었으며 전 세계적으로 확장을 시작했다. 이러한 변화는 새로운 회사 이름이 비즈니스 시장에서의 존재를 더 잘 반영하고, 특정 국가에서 "Limited"라는 회사 이름 사용과 관련된 문제를 해결하기 위함이었다. 이 회사는 영국에 첫 국제 사업부를 설립했으며, 이후 4년 이내에 11개국으로 확대되었다. 1988년 6월, 델 컴퓨터의 시가총액은 6월 22일 나스닥에서 티커 심볼 DELL로 350만 주를 주당 8.50달러에 기업공개(IPO)하여 3천만 달러에서 8천만 달러로 성장했다. 1989년, 델 컴퓨터는 서비스 센터 역할을 할 현지 소매업체의 부족을 보완하기 위해 첫 현장 서비스 프로그램을 구축했다. 또한 이 회사는 첫 랩톱 제품인 델 316LT를 출시했다.

### 1990년대와 2000년대 초반의 성장

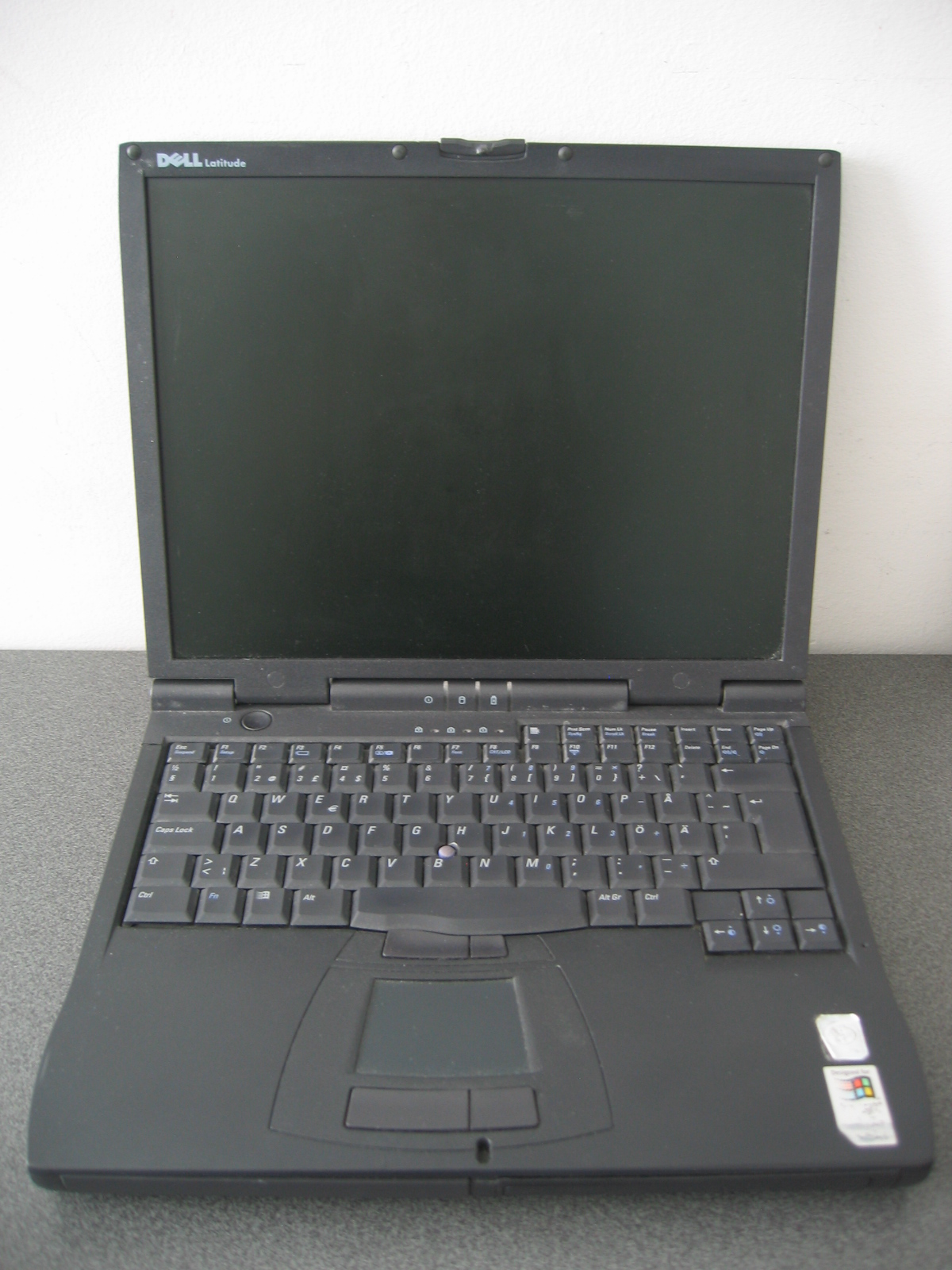
델 래티튜드 CPx 랩톱

1990년, 델 컴퓨터는 창고형 매장과 컴퓨터 슈퍼스토어를 통해 간접적으로 제품을 판매하려고 시도했지만 큰 성공을 거두지 못했고, 회사는 더 성공적인 소비자 직접 판매 모델에 다시 집중했다. 1992년, 포춘은 델 컴퓨터 코퍼레이션을 세계 500대 기업 목록에 포함시켰고, 이로써 마이클 델은 당시 포춘 500대 기업 중 가장 젊은 최고경영자가 되었다.
수석 부사장 조엘 코커는 1993년 월스트리트 저널에 "더 이상 기술 사업이 아니다"라고 말했다. PC가 상품이라는 그의 견해는 회사에서 널리 받아들여졌다. 그들은 델이 동종 텍사스 회사이자 숙적인 컴팩과 달리 유통 전문 지식과 비기술 제품을 포함한 모든 것을 판매할 수 있는 고객 "데이터베이스 엔진"으로 차별화된다고 생각했다. 코커는 "우리는 메리 케이 코스메틱스와 더 가깝지, 제너럴 모터스와는 다르다"고 말했다.
1993년, 델은 자체 직접 판매 채널을 보완하기 위해 월마트와 같은 대형 소매점에서 PC를 판매할 계획이었으며, 이는 연간 1억 2,500만 달러의 추가 수익을 가져올 수 있었다. 베인 컨설턴트 케빈 롤린스는 마이클 델에게 이러한 거래에서 철수하도록 설득했고, 장기적으로 손실을 볼 것이라고 믿었다. 소매점에서의 마진은 기껏해야 미미했고, 델은 1994년에 재판매 채널을 떠났다. 롤린스는 곧 델에 전적으로 합류하여 결국 회사 사장 겸 CEO가 되었다.
1990년대 초반까지 랩톱 시장은 전체 개인용 컴퓨터 시장보다 수익성이 높고 빠르게 성장했다. 1993년에 실패한 기존 제품들을 단종하고, 매우 성공적인 파워북 개발을 이끌었던 존 메디카를 고용한 후, 1994년에 델은 델 래티튜드 랩톱 라인을 출시했다.
원래 델은 개인 및 가정 판매의 높은 비용과 낮은 이윤으로 인해 소비자 시장을 강조하지 않았다. 이는 1996년과 1997년에 회사 웹사이트가 급성장하면서 바뀌었다. 개인에 대한 업계 평균 판매 가격이 하락하는 동안, 델의 판매 가격은 상승했다. 이는 강력한 컴퓨터와 다양한 기능을 원하지만 기술 지원이 많이 필요하지 않은 두 번째 및 세 번째 컴퓨터 구매자들이 델을 선택했기 때문이다. 델은 직접 구매, PC 맞춤 설정, 그리고 며칠 내 배송의 편리함을 선호하는 PC에 능통한 개인들 사이에서 기회를 발견했다. 1997년 초, 델은 가정 시장을 위한 내부 판매 및 마케팅 그룹을 만들고 개인 사용자를 위해 특별히 설계된 제품 라인을 출시했다.
| 연도 | 수익 (천 달러) | 직원 수 |
| ---- | -------------- | ------- |
| 1990 | 546            | 2,050   |
| 1991 | 889            | 2,970   |
| 1992 | 2,013          | 4,650   |
| 1993 | 2,873          | 5,980   |
| 1994 | 3,475          | 6,400   |
| 1995 | 5,296          | 8,400   |
| 1996 | 7,759          | 10,350  |
| 1997 | 12,327         | 16,000  |
| 1998 | 18,243         | 24,400  |
| 1999 | 25,256         | 36,500  |

1997년부터 2004년까지 델은 꾸준히 성장하며 산업 침체기에도 경쟁사로부터 시장 점유율을 확보했다. 같은 기간 동안 컴팩, 게이트웨이, IBM, 팩카드 벨, AST 리서치와 같은 경쟁 PC 공급업체들은 고전하다가 결국 시장에서 철수하거나 인수되었다. 델은 1999년에 컴팩을 제치고 최대 PC 제조업체가 되었다. 2002년 델의 350억 달러 수익 중 운영 비용은 10%에 불과했지만, 휴렛 팩커드는 21%, 게이트웨이는 25%, 시스코는 46%였다. 2002년 컴팩이 휴렛 팩커드(4위 PC 제조업체)와 합병했을 때, 새롭게 합병된 휴렛 팩커드는 한동안 선두를 차지했지만 고전했고 델은 곧 선두를 되찾았다. 델은 2000년대 초반에 가장 빠르게 성장했다.
2002년, 델은 제품 라인을 확장하여 텔레비전, 개인 정보 단말기, 디지털 오디오 플레이어 및 프린터를 포함했다. 마이클 델 회장 겸 CEO는 케빈 롤린스 사장 겸 COO가 회사의 PC 의존도를 줄이려는 시도를 반복적으로 막았는데, 롤린스는 EMC 코퍼레이션 인수를 통해 이를 해결하고자 했으며, 이는 12년 이상 지난 후에 실제로 일어났다.
2003년, 연례 회사 회의에서 주주들은 회사의 컴퓨터 외 사업 확장 인정을 위해 회사 이름을 "델 주식회사"로 변경하는 것을 승인했다.
2004년, 회사는 윈스턴세일럼 근처에 새로운 조립 공장을 건설할 것이라고 발표했다. 시와 카운티는 델에 3,720만 달러의 인센티브 패키지를 제공했고, 주 정부는 약 2억 5천만 달러의 인센티브와 세금 감면 혜택을 제공했다. 7월, 마이클 델은 이사회 의장 자리는 유지하면서 최고경영자 자리에서 물러났다. 델에서 여러 고위직을 역임했던 케빈 롤린스가 새로운 CEO가 되었다. CEO 직함을 더 이상 보유하지 않았음에도 불구하고, 델은 본질적으로 롤린스와 함께 사실상의 공동 CEO 역할을 했다.
롤린스 재임 시절, 델은 2006년 컴퓨터 하드웨어 제조업체 에일리언웨어를 인수했다. 델 주식회사의 계획은 에일리언웨어가 기존 경영진 아래에서 독립적으로 계속 운영되는 것이었다. 에일리언웨어는 델의 효율적인 제조 시스템으로부터 혜택을 받을 것으로 예상했다.

### 주요 사건

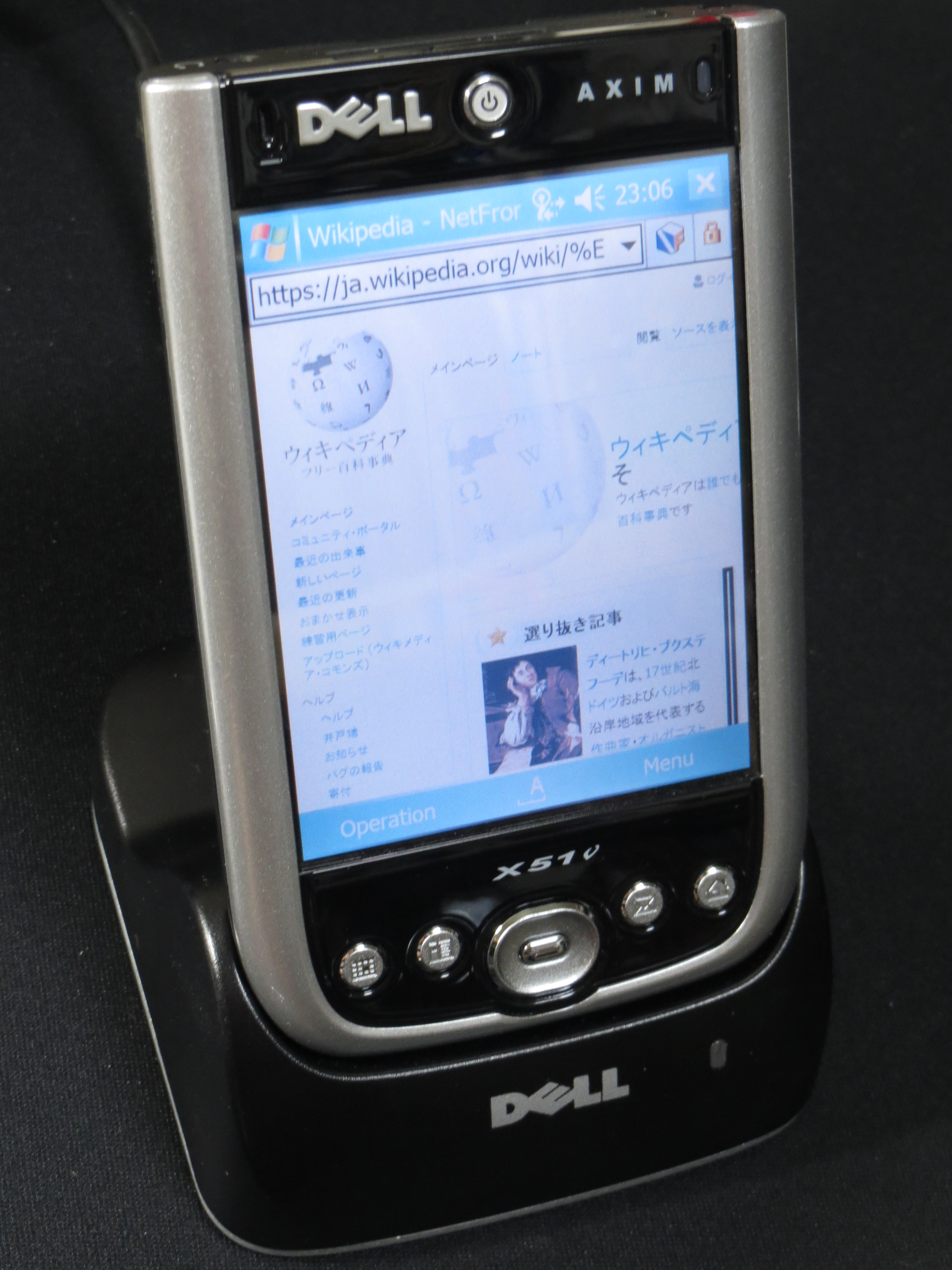
일본 위키백과 메인 페이지가 열린 델 악심 X51v

2005년, 수익과 매출이 계속 증가하는 동안 매출 성장은 크게 둔화되었고, 그 해 회사 주가는 가치의 25%를 잃었다. 2006년 6월까지 주가는 약 25 달러에 거래되었는데, 이는 닷컴 버블 이후 회사의 최고점이었던 2005년 7월보다 40% 하락한 수치였다. 2021년 6월까지 주가는 주당 100달러 이상으로 사상 최고치를 기록했으며, 이는 고객의 디지털 전환을 돕는 기술 서비스 제공업체로 성공적인 전환을 반영한 것이다.
판매 성장 둔화는 델 매출의 66%를 차지하는 PC 시장의 성숙화와 관련이 있으며, 분석가들은 델이 스토리지, 서비스, 서버 등 PC 외 사업 부문으로 진출해야 한다고 제안했다. 델의 가격 우위는 데스크톱 PC에 대한 초경량 제조에 기인했지만, 회사 공급망에서 절감액을 찾기 어려워지고 휴렛 팩커드와 에이서와 같은 경쟁사들이 델에 맞춰 PC 제조 작업을 효율화하여 델의 전통적인 가격 차별화가 약화되면서 중요성이 줄어들었다. PC 산업 전체에서 가격 하락과 성능 증가가 병행되면서 델은 고객에게 상위 판매할 기회가 줄어들었다. 결과적으로 회사는 이전보다 저렴한 PC를 더 많이 판매하게 되었고, 이는 이윤 폭을 감소시켰다. 랩톱 부문은 PC 시장에서 가장 빠르게 성장했지만, 델은 다른 PC 제조업체와 마찬가지로 중국에서 저가 노트북을 생산하여 델의 제조 비용 우위를 없앴으며, 델의 인터넷 판매 의존도는 대형 매장에서 성장하는 노트북 판매를 놓치게 했다. CNET은 델이 고수익 저마진 컴퓨터의 상품화 심화에 갇혀 소비자가 요구하는 더 흥미로운 기기를 제공하지 못하게 되었다고 지적했다.
다른 글로벌 지역 및 제품 부문으로 확장하려는 계획에도 불구하고, 델은 미국 기업 PC 시장에 크게 의존했다. 2006년 3분기 실적에 따르면, 상업 및 기업 고객에게 판매되는 데스크톱 PC는 매출의 32%를 차지했고, 매출의 85%는 기업에서, 64%는 북미와 남미에서 발생했다. 미국 내 데스크톱 PC 출하량은 감소하고 있었고, 업그레이드 주기로 PC를 구매하는 기업 PC 시장은 신규 시스템 구매를 중단하기로 크게 결정했다. 마지막 주기는 Y2K 문제에 앞서 기업들이 PC 구매를 시작했던 시점으로부터 약 3년 뒤인 2002년경에 시작되었고, 기업 고객들은 윈도우 비스타(2007년 초 예상)에 대한 광범위한 테스트가 완료될 때까지 다시 업그레이드할 것으로 예상되지 않아, 다음 업그레이드 주기는 2008년경으로 예상되었다. PC에 크게 의존하는 델은 판매량을 늘리기 위해 가격을 인하해야 했으며, 공급업체들에게 대폭적인 가격 인하를 요구해야 했다.
델은 오랫동안 직접 판매 모델을 고수해 왔다. 최근 몇 년간 소비자들이 PC 판매의 주요 동력이 되었지만, 점점 더 많은 소비자들이 기기를 직접 사용해 보기 위해 가전제품 소매점을 방문하면서 웹이나 전화로 PC를 구매하는 소비자는 감소했다. PC 산업의 경쟁사인 HP, 게이트웨이, 에이서는 오랫동안 소매 유통망을 보유하고 있었기에 소비자 변화에 잘 대비할 수 있었다. 소매 유통망의 부족은 델이 평면 TV나 MP3 플레이어와 같은 가전제품을 제공하려는 시도를 방해했다. 델은 이에 대해 쇼핑몰 키오스크와 텍사스 및 뉴욕의 준소매점을 시험적으로 운영하며 대응했다.
델은 혁신가라기보다는 확립된 기술을 저렴한 가격에 판매하기 위해 공급망 효율성에 의존하는 회사로 명성을 얻었다. 2000년대 중반까지 많은 분석가들은 기술 부문의 다음 성장 동력으로 혁신적인 기업들을 주목했다. 델의 매출 대비 낮은 연구개발 투자(IBM, 휴렛 팩커드, 애플과 비교)는 상품화된 PC 시장에서는 잘 작동했지만, MP3 플레이어 및 이후 모바일 기기와 같은 더 수익성 높은 부문으로 진출하는 것을 막았다. 연구개발 지출을 늘리면 회사가 강조하는 운영 마진이 줄어들었을 것이다. 델은 1980년대 컴퓨팅 산업이 수평적인 혼합 및 매치 계층으로 이동했을 때 PC에 집중하는 수평적 조직으로 잘 나아갔지만, 2000년대 중반에는 산업이 엔드투엔드 IT 제품을 제공하기 위해 수직적으로 통합된 스택으로 전환되었고, 델은 휴렛 팩커드 및 오라클과 같은 경쟁사들에게 훨씬 뒤처졌다.
델의 열악한 고객 서비스에 대한 비판은 콜 센터를 해외로 이전하고 성장이 기술 지원 인프라를 능가하면서 웹에서 점점 더 많은 비난을 받았다. 원래 델 모델은 PC가 수천 달러에 팔릴 때 높은 고객 만족도로 유명했지만, 2000년대에는 같은 라인업의 컴퓨터가 수백 달러에 팔릴 때 그 수준의 서비스를 정당화할 수 없었다. 롤린스는 딕 헌터를 제조 책임자에서 고객 서비스 책임자로 옮기며 대응했다. 헌터는 델의 비용 절감 DNA가 "방해가 되었다"고 지적하며, 통화 전송 시간을 줄이고 콜 센터 직원이 한 번의 통화로 문의를 해결하는 것을 목표로 했다. 2006년까지 델은 이를 개선하기 위해 불과 몇 달 만에 1억 달러를 지출하고 고객 문의에 더 빠르게 답변하기 위해 델 커넥트를 출시했다. 2006년 7월, 회사는 Direct2Dell 블로그를 시작했으며, 2007년 2월에는 마이클 델이 IdeaStorm.com을 출시하여 리눅스 컴퓨터 판매 및 PC의 판촉 "블로트웨어" 감소를 포함한 고객의 조언을 구했다. 이러한 이니셔티브는 부정적인 블로그 게시물을 49%에서 22%로 줄이는 데 성공했으며, 인터넷 검색 엔진에서 두드러졌던 "델 지옥"을 줄이는 데도 기여했다.
또한 델이 PC에 결함 있는 부품을 사용했다는 비판도 있었다. 특히 2003년 5월부터 2005년 7월까지 기업 및 정부에 판매된 1,180만 대의 옵티플렉스 데스크톱 컴퓨터는 결함 있는 캐패시터로 인해 문제가 발생했다. 2006년 8월, 델 랩톱의 화재로 인해 배터리 리콜이 발생하여 회사에 큰 부정적인 영향을 미쳤지만, 나중에 소니가 배터리 제조의 책임이 있는 것으로 밝혀졌다. 그러나 소니 대변인은 이 문제는 배터리와 충전기의 조합에 관한 것이며, 이는 델에만 해당되는 것이라고 말했다.
2006년은 델의 성장이 전체 PC 산업보다 느린 첫 해였다. 2006년 4분기까지 델은 마크 허드 CEO가 시작한 구조조정 덕분에 개인 시스템 그룹이 활력을 되찾은 휴렛 팩커드에게 최대 PC 제조업체 타이틀을 빼앗겼다.

#### SEC 조사
2005년 8월, 델은 미국 SEC의 비공식 조사를 받게 되었다. 2006년, 회사는 뉴욕 남부 지방 검사가 2002년으로 거슬러 올라가는 회사 재무 보고서와 관련된 문서를 소환했다고 밝혔다. 회사는 2006년 3분기와 4분기 재무 보고서 제출을 연기했으며, 여러 집단 소송이 제기되었다. 델 주식회사가 분기별 실적 보고서를 제출하지 않아 나스닥 상장 폐지될 수도 있었지만, 거래소는 델에 면제를 부여하여 주식이 정상적으로 거래되도록 했다. 2007년 8월, 회사는 내부 감사 결과 일부 직원들이 분기별 재무 목표를 달성하기 위해 기업 계정 잔액을 변경한 것을 발견한 후 2003년부터 2006년 회계연도와 2007년 1분기의 실적을 재작성하고 수정할 것이라고 발표했다. 2010년 7월, SEC는 델 회장 겸 CEO인 마이클 델, 전 CEO인 케빈 롤린스, 전 CFO인 제임스 슈나이더를 포함한 여러 델 고위 임원들을 "투자자에게 중요한 정보를 공개하지 않고 사기성 회계를 사용하여 회사가 월스트리트 수익 목표를 꾸준히 달성하고 운영 비용을 절감하는 것처럼 허위로 보이게 했다"는 혐의로 기소했다고 발표했다. 델 주식회사는 1억 달러의 벌금을 부과받았고, 마이클 델은 개인적으로 400만 달러의 벌금을 부과받았다.

#### 마이클 델, CEO 역할 재개
5분기 연속 분기별 실적 보고서가 기대치를 밑돌자, 롤린스는 2007년 1월 31일 사장 겸 CEO직을 사임했으며, 창립자 마이클 델이 다시 CEO 역할을 맡게 되었다.
2007년 3월 1일, 회사는 총 매출 144억 달러(전년 대비 5% 감소)와 순이익 6억 8700만 달러(주당 30센트, 33% 감소)를 보여주는 잠정 분기 실적 보고서를 발표했다. 직원 보너스 제거 효과가 없었다면 순이익은 더 크게 감소했을 것이다(주당 6센트). 나스닥은 회사에 재무 보고서 제출 기한을 5월 4일까지 연장했다.

### 델 2.0 및 규모 축소
델은 "델 2.0"이라는 변화 캠페인을 발표하며, 직원 수를 줄이고 회사 제품을 다각화했다. 이사회 의장직을 사임한 후에도 마이클 델은 롤린스가 CEO로 재직하는 동안 회사에 상당한 영향을 미쳤다. 마이클 델이 CEO로 복귀하면서 회사는 운영 방식의 변화, 많은 고위 부사장들의 퇴사, 외부에서 영입된 새로운 인력의 유입을 경험했다. 마이클 델은 회사의 재무 성과를 개선하기 위한 여러 이니셔티브와 계획("델 2.0" 이니셔티브의 일부)을 발표했다. 여기에는 2006년 직원 보너스 폐지(일부 재량적인 보너스는 제외), 마이클 델에게 직접 보고하는 관리자 수를 20명에서 12명으로 축소, 그리고 "관료제" 축소가 포함되었다. 짐 슈나이더는 CFO 자리에서 은퇴했고, 회사가 회계 관행에 대한 SEC 조사를 받으면서 도널드 카티로 교체되었다.
2008년 4월 23일, 델은 캐나다 온타리오주 카나타에 있는 캐나다 최대 콜센터 중 하나를 폐쇄한다고 발표했으며, 이로 인해 약 1,100명의 직원이 해고되었고, 이 중 500명은 즉시 해고되었으며, 센터의 공식 폐쇄는 여름으로 예정되었다. 이 콜센터는 2006년 오타와 시가 유치를 따낸 후 개설되었다. 1년도 채 되지 않아 델은 직원 수를 거의 3,000명으로 두 배 늘리고 새 건물을 추가할 계획이었다. 이러한 계획은 높은 캐나다 달러로 인해 오타와 직원이 상대적으로 비싸졌고, 또한 델의 회생 전략의 일환으로 이러한 콜센터 일자리를 비용 절감을 위해 해외로 이전하는 것 때문에 번복되었다.

회사는 또한 앨버타주 에드먼턴 사무소 폐쇄를 발표하여 900개의 일자리가 사라졌다. 총체적으로 델은 2007-2008년에 약 8,800개의 일자리, 즉 전체 인력의 10%를 줄이겠다고 발표했다.
2000년대 후반까지 델의 "주문 제작" 방식의 제조 방식, 즉 미국 시설에서 고객 사양에 맞춰 개별 PC를 납품하는 방식은 PC가 강력한 저가 상품이 되면서 고용량 아시아 계약 제조업체만큼 효율적이거나 경쟁력이 없게 되었다. 델은 북미 시장용 데스크톱 컴퓨터를 생산하던 텍사스주 오스틴의 모트 토퍼 제조 센터(원래 위치)와 테네시주 레버넌(1999년 개장) 공장을 각각 2008년과 2009년 초에 폐쇄했다. 노스캐롤라이나주 윈스턴세일럼의 데스크톱 생산 공장은 2005년에 개장하여 2억 8천만 달러의 인센티브를 받았으나 2010년 11월에 운영을 중단했다. 델은 조건 불이행으로 인해 주 정부에 인센티브를 상환해야 했으며, 노스캐롤라이나 공장을 허벌라이프에 매각했다. 많은 작업이 아시아와 멕시코의 계약 제조업체 또는 델의 일부 해외 공장으로 이전되었다. 2009년 1월 8일, 델은 아일랜드 리머릭에 있는 제조 공장을 폐쇄하고 1,900개의 일자리를 없애며, 2010년 1월까지 폴란드 우치에 있는 공장으로 생산을 이전한다고 발표했다.

### 다각화 시도

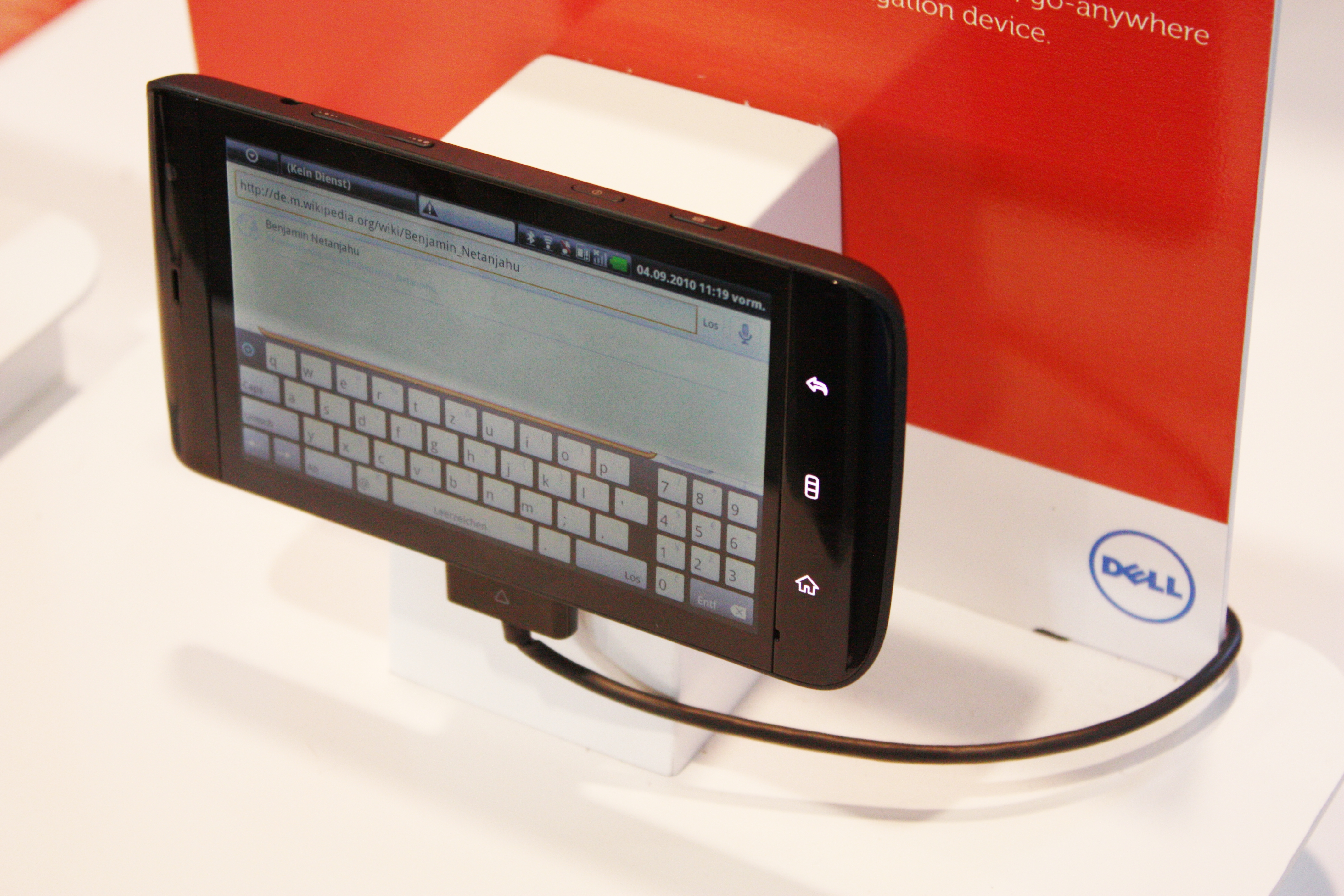
델 스트릭 스마트폰

애플의 아이패드 태블릿 컴퓨터 출시로 소비자들은 데스크톱 및 랩톱 PC에서 벗어나면서 델과 다른 주요 PC 공급업체에 부정적인 영향을 미쳤다. 델의 자체 모바일 부서는 마이크로소프트 윈도우나 안드로이드를 실행하는 스마트폰이나 태블릿 개발에서 성공을 거두지 못했다. 델 스트릭은 구식 OS, 수많은 버그, 낮은 해상도 화면으로 인해 상업적으로나 비평적으로 실패했다. InfoWorld는 델과 다른 OEM들이 태블릿을 구글 안드로이드를 실행하는 단기 저투자 기회로 보았으며, 이는 사용자 인터페이스를 무시하고 소비자들로부터 장기적인 시장 견인력을 얻지 못했다고 제안했다. 델은 애플 아이패드 및 킨들 파이어 태블릿과 경쟁하지 않는 XPS 노트북 라인과 같은 고급 PC를 밀어붙임으로써 대응했다. 스마트폰과 태블릿 컴퓨터의 인기 상승은 델의 소비자 부문을 2012년 3분기에 영업 손실로 이끌었다. 2012년 12월, 델은 윈도우 8 출시에도 불구하고 5년 만에 처음으로 연말 판매 감소를 겪었다.
줄어드는 PC 산업에서 델은 2011년 레노버에 이어 3위로 추락하며 시장 점유율을 계속 잃었다. 델과 미국의 경쟁사인 휴렛 팩커드는 아시아 PC 제조업체인 레노버, 에이수스, 에이서의 압력을 받았다. 이들 모두는 생산 비용이 낮고 낮은 이윤을 기꺼이 받아들였다. 게다가 아시아 PC 공급업체들은 품질과 디자인을 개선하고 있었는데, 예를 들어 레노버의 씽크패드 시리즈는 델의 랩톱으로부터 기업 고객을 빼앗고 있었지만, 델의 고객 서비스와 명성은 하락하고 있었다. 델은 여전히 두 번째로 수익성 높은 PC 공급업체였는데, 2012년 4분기 PC 산업 운영 이익의 13%를 차지했으며, 애플의 Mac이 45%, 휴렛 팩커드가 7%, 레노버와 에이수스가 6%, 에이서가 1%를 차지했다.
델은 매출의 절반을 차지하고 안정적인 현금 흐름을 창출하는 감소하는 PC 사업을 상쇄하기 위해 서버, 네트워킹, 소프트웨어 및 서비스로 기업 시장에 확장하려 했다. 델은 주요 경쟁사인 휴렛 팩커드를 괴롭혔던 많은 인수 감가상각과 경영진 교체를 피했다. 하드웨어 외 포트폴리오를 다각화하기 위해 130억 달러를 인수하는 데 사용했음에도 불구하고, 회사는 포스트 PC 시대에 번창하거나 변혁을 이룰 수 있다는 점을 시장에 설득하지 못했다. 매출 및 주가가 계속 하락했기 때문이다. 델의 기업 부문 시장 점유율은 이전에 경쟁사에 대한 "해자"였지만, 매출과 이익이 급격히 감소하면서 더 이상 그렇지 않게 되었다.

### 2013년 바이아웃
2013년 1월 11일경부터 시작된 몇 주간의 소문 끝에, 델은 2013년 2월 5일 244억 달러 규모의 차입매수 계약을 체결하여 나스닥과 홍콩 증권 거래소에서 주식을 상장 폐지하고 비공개 회사로 전환할 것이라고 발표했다. 로이터는 마이클 델과 실버 레이크 파트너스가 마이크로소프트로부터 20억 달러의 대출 지원을 받아 주당 13.65달러에 공개 주식을 인수할 것이라고 보도했다. 244억 달러의 바이아웃은 2008년 금융 위기 이후 가장 큰 사모 펀드 지원 차입매수가 될 것으로 예상되었다. 또한 2006년 프리스케일 세미컨덕터의 175억 달러 바이아웃을 능가하는 역사상 가장 큰 기술 바이아웃이기도 하다.
마이클 델은 2월 제안에 대해 "이 거래가 델, 우리의 고객, 그리고 팀원들에게 흥미로운 새로운 장을 열어줄 것이라고 믿는다"고 말했다. 델의 경쟁사인 레노버는 이번 바이아웃에 대해 "우리의 전통적인 경쟁자들의 재정적 조치는 우리의 전망을 크게 바꾸지 않을 것"이라고 반응했다.
2013년 3월, 블랙스톤 그룹과 칼 아이칸은 델 인수에 관심을 표명했다. 2013년 4월, 블랙스톤은 사업 악화를 이유로 제안을 철회했다. KKR & Co. 및 TPG Capital과 같은 다른 사모 펀드 회사들은 개인용 컴퓨터 시장의 불확실성과 경쟁 압력을 이유로 델에 대한 대안 입찰을 제출하지 않았으며, 따라서 "광범위한 입찰 전쟁"은 결코 현실화되지 않았다. 분석가들은 실버 레이크가 투자에서 이익을 얻기 위한 "탈출 전략"을 찾는 것이 가장 큰 과제일 것이라고 말했다. 이는 회사가 다시 상장하기 위해 IPO를 할 때가 될 것이며, 한 분석가는 "그러나 델에 대해 250억 달러의 기업 가치를 얻을 수 있다고 해도, 빠져나오는 데는 몇 년이 걸릴 것"이라고 경고했다.
2013년 5월, 마이클 델은 이사회와 함께 이 제안에 투표했다. 그해 8월, 그는 이사회 특별 위원회와 주당 13.88달러, 즉 13.75달러 인상된 가격에 13센트의 특별 배당금, 그리고 투표 규칙 변경을 포함한 거래를 성사시켰다. 13.88달러의 현금 제안(3분기 주당 0.08달러 배당금 포함)은 9월 12일에 수락되었고 2013년 10월 30일에 완료되어 델의 25년간의 공개 거래 회사 생활이 끝났다.
바이아웃 후, 새로 비상장 기업이 된 델은 자발적 퇴직 프로그램을 제공했으며, 이를 통해 인력을 최대 7%까지 줄일 것으로 예상했다. 이 프로그램에 대한 반응이 예상치를 훨씬 뛰어넘어 델은 손실을 보충하기 위해 신규 직원을 고용해야 할 수도 있다.

### 최근 역사
2015년 11월 19일, 델은 ARM 홀딩스, 시스코 시스템즈, 인텔, 마이크로소프트, 프린스턴 대학교와 함께 포그 컴퓨팅의 이익과 발전을 증진하기 위해 오픈포그 컨소시엄을 설립했다.

#### EMC 인수
2015년 10월 12일, 델 주식회사는 670억 달러 상당의 현금 및 주식 거래로 EMC 코퍼레이션을 인수할 의향을 발표했으며, 이는 기술 분야에서 역대 최대 규모의 인수합병으로 평가받고 있다. 인수 과정에서 델은 VM웨어의 클라우드 컴퓨팅 및 가상화 회사에 대한 EMC의 지분 81%를 인수했다. 이는 델의 기업 서버, 개인용 컴퓨터, 모바일 사업과 EMC의 기업 스토리지 사업을 결합한 IT 거대 기업 간의 중요한 수직 통합 인수합병이었다. 델은 EMC 주식당 24.05달러와 VM웨어의 트래킹 스톡 주식당 9.05달러를 지불했다.
이 발표는 델 주식회사가 침체된 전망에 직면해 사업 재건을 위해 몇 년간 비공개 상태로 있어야 한다고 주장하며 비공개 회사로 전환한 지 2년 만에 나왔다. 그 이후 회사의 가치는 거의 두 배로 증가한 것으로 알려졌다. EMC는 EMC 주식의 2.2%를 보유한 헤지 펀드인 엘리엇 매니지먼트 코퍼레이션의 압력을 받아, EMC 부문들이 사실상 독립 회사로 운영되는 독특한 "연합(Federation)" 구조를 재편성해야 했다. 엘리엇은 이 구조가 EMC의 핵심 "EMC II" 데이터 스토리지 사업을 심하게 저평가하고 있으며, EMC II와 VM웨어 제품 간의 경쟁 심화가 시장을 혼란스럽게 하고 두 회사 모두를 방해한다고 주장했다. 월스트리트 저널은 2014년에 델이 개인용 컴퓨터에서 273억 달러, 서버에서 89억 달러의 수익을 올렸고, EMC는 EMC II에서 165억 달러, RSA 시큐리티에서 10억 달러, VM웨어에서 60억 달러, 피보탈 소프트웨어에서 2억 3천만 달러의 수익을 올렸다고 추정했다. EMC는 VM웨어 주식의 약 80%를 소유하고 있었다. 제안된 인수는 VM웨어를 새로운 트래킹 스톡을 통해 별도 회사로 유지하는 한편, EMC의 다른 부분들은 델에 통합되었다. 인수가 완료되자 델은 2013년에 비공개 회사로 전환한 후 중단했던 분기별 재무 실적을 다시 발표하기 시작했다.
결합된 사업은 스케일 아웃 아키텍처, 컨버지드 인프라스트럭처 및 프라이빗 클라우드 컴퓨팅 시장을 공략할 것으로 예상되었으며, EMC와 델의 강점을 활용할 것으로 예상되었다. FBR 캐피털 마켓은 델에게는 "많은 의미가 있지만" EMC에게는 "전략적 시너지가 부족한 악몽 시나리오"라고 말하며 이 거래에 의문을 제기했다. 포춘은 델이 EMC의 포트폴리오에서 마음에 드는 점이 많다고 말했지만, "이 모든 것이 전체 패키지에 수백억 달러를 정당화하기에 충분한가? 아마도 그렇지 않을 것"이라고 말했다. 더 레지스터는 윌리엄 블레어 & 컴퍼니의 견해를 보도하며, 이 합병이 "현재 IT 체스판을 뒤흔들 것"이며, 다른 IT 인프라 공급업체들이 규모와 수직 통합을 달성하기 위해 구조조정을 강요할 것이라고 말했다. VM웨어 주식 가치는 발표 후 10% 하락하여, 원래 보고된 670억 달러가 아닌 약 630억~640억 달러로 평가되었다. 델 외에 이 거래를 지지하는 주요 투자자로는 싱가포르의 테마섹 홀딩스와 실버 레이크 파트너스가 있었다.
2016년 9월 7일, 델은 EMC와의 합병을 완료했으며, 이는 459억 달러의 부채와 44억 달러의 보통주 발행을 포함했다. 당시 일부 분석가들은 델의 이전 아이오메가 인수가 레노버EMC 파트너십에 해를 끼칠 수 있다고 주장했다.
2018년 7월, 델은 VM웨어의 지분을 현금 및 주식으로 217억 달러에 다시 매입하여 공개 회사로 재전환할 의사를 발표했으며, 주주들에게 거래의 일부로 주당 약 60센트를 제시했다. 11월에는 칼 아이칸(델의 지분 9.3% 소유)이 공개 회사 전환 계획에 대해 회사를 고소했다. 아이칸과 다른 행동주의 주주들의 압력으로 델은 거래를 재협상하여 궁극적으로 주주들에게 시장 가치의 약 80%를 제시했다. 이 거래의 일환으로 델은 다시 공개 회사가 되었으며, 원래 델 컴퓨터 사업과 델 EMC는 새로 설립된 모회사인 델 테크놀로지스 아래에서 운영되었다.
인수 후, 델은 새로운 모회사인 델 테크놀로지스와 클라이언트 솔루션 그룹, 인프라 솔루션 그룹, 그리고 VM웨어의 세 가지 주요 사업 부문으로 재편성되었다.
2021년 1월, 델은 2020년 동안 940억 달러의 매출과 130억 달러의 영업 현금 흐름을 기록했다고 보고했다.
2024년 3월 1일, 델의 주식은 실적 발표 후 사상 최고치를 기록했다. 인공지능 부문에서 강력한 실적을 기록하며 주가가 거의 40% 상승했는데, 이는 2018년 상장 이후 가장 높은 일일 상승률이었다. 2024년 8월, 회사는 인공지능 이니셔티브에 투자하기 위해 직원 12,500명(전체 인력의 10%)을 해고할 것이라고 발표했다.

### 델과 AMD
2006년 초 델이 에일리언웨어를 인수했을 때, 일부 에일리언웨어 시스템에는 AMD 칩이 장착되어 있었다. 2006년 8월 17일, 델의 보도 자료는 9월부터 델 디멘션 데스크톱 컴퓨터에 AMD 프로세서가 장착될 것이며, 그 해 말에는 델 PC에 인텔 프로세서만 제공하던 델의 전통에서 벗어나 AMD 옵테론 칩을 사용하는 2소켓, 쿼드 프로세서 서버를 출시할 것이라고 밝혔다.
CNET의 News.com은 2006년 8월 17일, 델 CEO 케빈 롤린스가 AMD 프로세서로의 전환이 낮은 비용과 AMD 기술 때문이라고 언급했다고 보도했다. AMD의 상업 부문 수석 부사장인 마티 사이어는 "델의 AMD 프로세서 기반 제품 포괄 확대는 델, 산업, 그리고 가장 중요하게는 델 고객들에게 승리"라고 말했다.
2006년 10월 23일, 델은 새로운 AMD 기반 서버인 파워에지 6950과 파워에지 SC1435를 발표했다.
2006년 11월 1일, 델 웹사이트는 AMD 프로세서 기반 노트북(15.4인치(15.4-인치 (390 mm)) 디스플레이를 갖춘 델 인스피론 1501)을 단일 코어 MK-36 프로세서, 듀얼 코어 튜리온 X2 칩 또는 모바일 셈프론 중 선택할 수 있도록 제공하기 시작했다.
2017년, 델은 에일리언웨어 17 게이밍 랩톱을 출시했다. 이 모델은 주로 엔비디아 지포스 GTX 1080 시스템을 기반으로 했다.

### 델과 데스크톱 리눅스
1998년, 랠프 네이더는 델(및 기타 5개 주요 OEM)에 마이크로소프트 윈도우 외에 다른 운영체제, 특히 "성장하는 관심이 분명한" 리눅스를 제공해 줄 것을 요청했다. 우연의 일치일 수도 있지만, 델은 2000년에 "윈도우 98과 가격이 같거나 저렴한" 리눅스 노트북 시스템을 제공하기 시작했으며, 곧 확장하여 "전 제품 라인에 리눅스를 제공하는 첫 번째 주요 제조업체"가 되었다. 그러나 2001년 초까지 델은 "리눅스 사업부를 해체했다".
2007년 2월 26일, 델은 마이크로소프트 윈도우의 대안으로 리눅스 배포판이 사전 설치된 다양한 컴퓨터를 판매 및 배포하는 프로그램을 시작했다고 발표했다. 델은 SUSE 리눅스가 먼저 등장할 것이라고 밝혔다. 그러나 다음 날 델은 이전 발표는 노벨 SUSE 리눅스와 함께 작동할 준비가 된 하드웨어를 인증하는 것과 관련이 있으며, 가까운 미래에 리눅스가 사전 설치된 시스템을 판매할 계획은 없다고 발표했다. 2007년 3월 28일, 델은 일부 데스크톱 및 랩톱에 리눅스가 사전 설치된 상태로 배송될 것이라고 발표했지만, 어떤 리눅스 배포판이나 하드웨어가 먼저 나올지는 명시하지 않았다. 4월 18일, 마이클 델이 자신의 가정 시스템 중 하나에서 우분투를 사용한다는 보고서가 나왔다. 2007년 5월 1일, 델은 우분투 리눅스 배포판을 출하할 것이라고 발표했다. 2007년 5월 24일, 델은 우분투 리눅스 7.04가 사전 설치된 모델(랩톱, 보급형 컴퓨터, 고급 PC)을 판매하기 시작했다.
2007년 6월 27일, 델은 Direct2Dell 블로그를 통해 더 많은 사전 설치 시스템(새로운 델 인스피론 데스크톱 및 랩톱)을 제공할 계획이라고 발표했다. IdeaStorm 사이트가 미국 시장을 넘어 번들을 확장하는 것을 지지한 후, 델은 나중에 더 많은 국제 마케팅을 발표했다. 2007년 8월 7일, 델은 영국, 프랑스, 독일에 우분투가 "사전 설치된" 노트북 1대와 데스크톱 1대를 제공할 것이라고 공식 발표했다. 리눅스월드 2007에서 델은 중국에서 "공장 설치"된 노벨 SUSE 리눅스 엔터프라이즈 데스크톱을 선택된 모델에 제공할 계획을 발표했다. 2007년 11월 30일, 델은 4만 대의 우분투 PC를 출하했다고 보고했다. 2008년 1월 24일, 독일, 스페인, 프랑스, 영국에서 델은 우분투 7.10이 탑재된 두 번째 랩톱인 XPS M1330을 849유로 또는 599파운드부터 판매하기 시작했다. 2008년 2월 18일, 델은 인스피론 1525에 우분투가 선택적 운영체제로 제공될 것이라고 발표했다. 2008년 2월 22일, 델은 캐나다와 라틴아메리카에서 우분투를 판매할 계획을 발표했다. 2008년 9월 16일부터 델은 델 우분투 넷북 리믹스와 윈도우 XP 홈 버전의 델 인스피론 미니 9와 델 인스피론 미니 12를 출하했다. November 2009년 기준 델은 인스피론 미니 랩톱을 우분투 버전 8.04와 함께 출하했다.
2021년 현재, 델은 "개발자 에디션"이라는 명칭으로 우분투 리눅스가 사전 설치된 일부 랩톱과 워크스테이션을 계속 제공하고 있다.

## 기업 업무

### 사업 동향
델의 주요 동향은 (늦은 1월/초 2월에 끝나는 회계연도 기준):
|      | 수익 (10억 미국 달러) | 순이익 (10억 미국 달러) | 직원 수 (천 명) |
| ---- | --------------------- | ----------------------- | --------------- |
| 2016 | 50.5                  | −1.1                    | 101             |
| 2017 | 61.5                  | −3.6                    | 138             |
| 2018 | 79.1                  | −2.8                    | 145             |
| 2019 | 90.3                  | −2.3                    | 157             |
| 2020 | 91.9                  | 4.6                     | 165             |
| 2021 | 86.7                  | 2.2                     | 158             |
| 2022 | 101                   | 4.9                     | 133             |
| 2023 | 101                   | 2.4                     | 133             |
| 2024 | 88.4                  | 3.2                     | 120             |

### 고위 경영진

#### 이사회 의장 목록
1. 마이클 델 (1984– )

#### 최고경영자 목록
1. 마이클 델 (1984–2004)
2. 케빈 롤린스 (2004–2007)
3. 마이클 델 (2007–현재); 두 번째 임기

## 델 마케팅 슬로건 목록
- 직접 하라(Be direct) (1998–2001)
- 델처럼 쉬운(Easy as Dell) (2001–2004)
- 지금 더 많은 것을 얻어라(Get more out of now) (2004–2005)
- 그것은 델이다(It's a Dell) (2005–2006)
- 델. 순수하게 당신(Dell. Purely You) (2006–2007)
- 당신의 것이 여기 있다(Yours is Here) (2007–2011)
- 더 많은 것을 할 수 있는 힘(The power to do more) (2011–현재)[156]

## 인수합병
| 인수한 회사             | 인수 날짜        | 회사 정보 | 참고 자료                       |
| ----------------------- | ---------------- | --- | ------------------------------- |
| 에일리언웨어            | 2006             | 게이머를 위한 고급 PC 제조업체 | [ 157 ] [ 158 ] [ 159 ]         |
| EqualLogic              | 2008년 1월 28일  | iSCSI 스토리지 시장 진출을 위해 인수되었다. 델은 이미 효율적인 제조 공정을 가지고 있었기 때문에 EqualLogic의 제품을 회사에 통합하면서 제조 비용을 절감할 수 있었다. | [ 160 ] [ 161 ] [ 162 ]         |
| 페로 시스템즈           | 2009             | 페로 시스템즈는 주로 보건 분야에서 활동하던 기술 서비스 및 아웃소싱 회사로, 전 대통령 후보 H. 로스 페로가 설립했다. 인수된 사업은 델에 미국 및 10개국에서의 운영을 통해 애플리케이션 개발, 시스템 통합, 전략 컨설팅 서비스를 제공했다. 또한 페로의 인수는 클레임 처리 및 콜센터 운영을 포함한 다양한 비즈니스 프로세스 아웃소싱 서비스를 가져왔다.                                                                | [ 163 ] [ 164 ] [ 165 ]         |
| KACE Networks           | 2010년 2월 10일  | KACE Networks는 시스템 관리 어플라이언스의 선두 주자였다. | [ 166 ]                         |
| Boomi                   | 2010년 11월 2일  | 클라우드 통합 선두 주자 | [ 167 ]                         |
| Compellent Technologies | 2011년 2월       | 이번 인수로 델의 스토리지 포트폴리오가 확장되었다. | [ 168 ]                         |
| Force10 Networks        | 2011년 8월       | 이 회사를 인수함으로써 델은 자사 네트워킹 포트폴리오에 대한 모든 지식 재산을 확보하게 되었다. 이는 Dell PowerConnect 제품군이 브로드컴 또는 마벨 IM으로 구동되므로 부족했던 부분이었다. | [ 169 ]                         |
| AppAssure Software      | 2012년 2월 24일  | 델은 버지니아주 레스턴에 위치한 백업 및 재해 복구 소프트웨어 제공업체를 인수했다. AppAssure는 2011년에 194%의 매출 성장을 기록했으며, 지난 3년간 3500% 이상의 성장을 달성했다. AppAssure는 물리 서버, VMware, Hyper-V, XenServer를 지원했다. 이 거래는 델이 전 CA CEO 존 스웨인슨 하에 소프트웨어 사업부를 설립한 이후 첫 인수합병이다. 델은 AppAssure의 230명의 직원을 유지하고 회사에 투자할 것이라고 덧붙였다. | [ 170 ]                         |
| SonicWall               | 2012년 5월 9일   | 130개의 특허를 보유한 SonicWall은 보안 제품을 개발하며, 네트워크 및 데이터 보안 제공업체이다. | [ 171 ] [ 172 ]                 |
| Wyse                    | 2012년 4월 2일   | 신 클라이언트 시스템의 글로벌 시장 선두 주자. | [ 170 ] [ 173 ]                 |
| Clerity Solutions       | 2012년 4월 3일   | 애플리케이션 (재)호스팅 서비스를 제공하는 Clerity는 1994년에 설립되었으며 시카고에 본사를 두고 있다. 인수 당시 약 70명의 직원이 이 회사에서 일하고 있었다. | [ 170 ] [ 174 ]                 |
| Quest Software          | 2012년 9월 28일  | | [ 175 ] [ 176 ] [ 177 ] [ 178 ] |
| Gale Technologies       | 2012년 11월 16일 | 인프라 자동화 제품 공급업체. Gale Technologies는 2008년에 설립되었으며 캘리포니아주 산타클라라에 본사를 두고 있다. | [ 179 ]                         |
| Credant Technologies    | 2012년 12월 18일 | 스토리지 보호 서비스 제공업체. Credant는 델이 2008년 이후 130억 달러를 인수하는 데 사용했으며, 지난 한 해 동안만 50억 달러를 사용한 4년간의 19번째 인수합병이다. | [ 180 ] [ 181 ]                 |
| StatSoft                | 2014년 3월 24일  | 분석 소프트웨어의 글로벌 제공업체로서, 빅 데이터 서비스 제공을 강화하기 위해 인수되었다. | [ 182 ]                         |
| EMC²                    | 2015년 10월 12일 | 스토리지, 가상화, 서비스, 클라우드, 데이터 센터, 보안 및 규정 준수 | [ 183 ] [ 184 ] [ 185 ]         |

## 델 시설
델의 본사는 텍사스주 라운드록에 위치한다. 2013년 기준 이 회사는 텍사스 중부에 약 14,000명의 직원을 고용하고 있었으며, 이 지역에서 가장 큰 민간 고용주였다. 총 면적은 210,000제곱미터(2,100,000 제곱피트 (200,000 m2))이다. 1999년 현재 라운드록 시의 일반 기금의 거의 절반은 델 본사에서 발생한 판매세에서 나왔다.
델은 이전에 텍사스주 북부 오스틴의 아보레텀 단지에 본사를 두었다. 1989년에 델은 아보레텀 단지에서 11,800제곱미터(127,000 제곱피트 (11,800 m2))의 공간을 차지했다. 1990년에 델은 본사에 1,200명의 직원을 두었다. 1993년에 델은 라운드록 관계자들에게 "델 컴퓨터 본사, 텍사스 라운드록, 1993년 5월 개요 설계"라는 문서를 제출했다. 이 서류 제출에도 불구하고, 그 해에 회사는 본사를 이전하지 않을 것이라고 밝혔다. 1994년, 델은 직원 대부분을 아보레텀에서 이전할 것이지만, 아보레텀의 최상층은 계속 사용하고 회사 공식 본사 주소는 아보레텀으로 유지할 것이라고 발표했다. 최상층에는 계속해서 델의 이사회 회의실, 시연 센터, 방문객 회의실이 있었다. 1994년 8월 29일 이전 한 달 이내에 델은 고객 지원 및 전화 판매 직원 1,100명을 라운드록으로 이전했다. 델의 아보레텀 임대 계약은 1994년에 만료될 예정이었다.

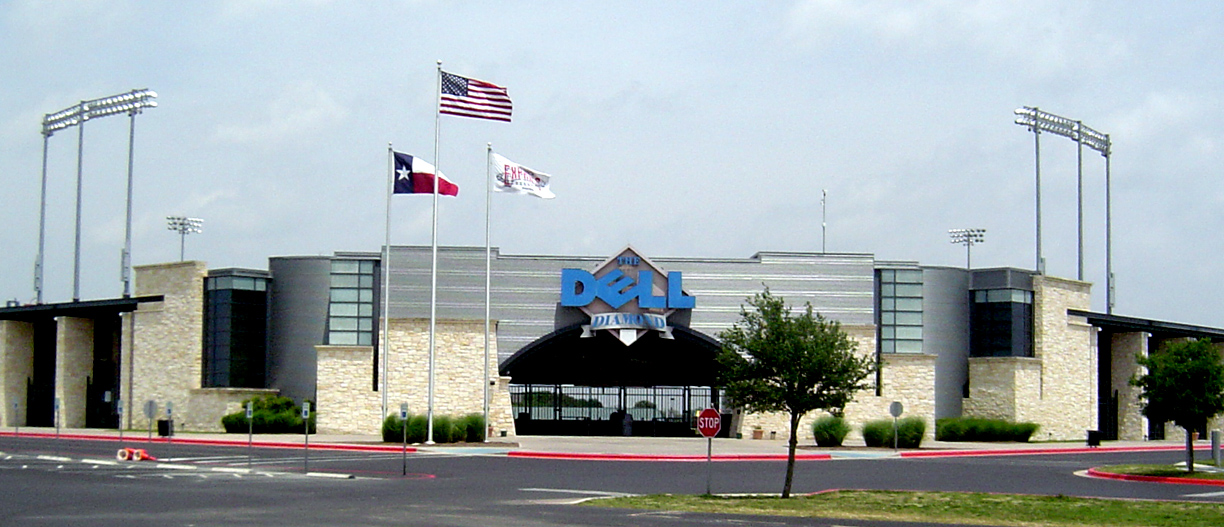
회사는 텍사스 레인저스 메이저 리그 야구팀의 AAA 마이너 리그 베이스볼 산하팀인 라운드록 익스프레스의 홈구장인 델 다이아몬드를 후원한다.

1996년까지 델은 본사를 라운드록으로 이전하고 있었다. 1996년 1월 현재 델의 현재 본사에는 3,500명이 여전히 근무하고 있었다. 라운드록 본사의 한 건물인 라운드록 3은 6,400명의 직원을 수용할 수 있었으며 1996년 11월에 완공될 예정이었다. 1998년에 델은 라운드록 단지에 두 개의 건물을 추가하여 단지에 148,600제곱미터(1,600,000 제곱피트 (150,000 m2))의 사무 공간을 추가할 것이라고 발표했다.
2000년, 델은 오스틴과 웨스트 레이크 힐즈 사이의 트래비스군 비법인지구에 위치한 라스 시마스 오피스 단지에서 7,400제곱미터(80,000 제곱피트 (7,400 m2))의 공간을 임대하여 회사의 임원 사무실과 본사를 둘 것이라고 발표했다. 2000년 말까지 100명의 고위 임원이 이 건물에서 근무할 예정이었다. 2001년 1월, 회사는 순환도로 360을 따라 위치한 라스 시마스 2에서 공간을 임대했다. 라스 시마스 2에는 델의 임원, 투자 운영 부서, 일부 기업 기능이 자리 잡았다. 델은 또한 라스 시마스 3에서 12,800제곱미터(138,000 제곱피트 (12,800 m2))의 공간을 선택할 수 있었다. 사업 둔화로 인해 직원 및 생산 능력을 줄여야 하게 되자, 델은 라스 시마스 오피스 단지 내 두 건물에 있는 사무실을 재임대하기로 결정했다. 2002년, 델은 다른 세입자에게 공간을 재임대할 계획이라고 발표했다. 회사는 세입자가 확보되면 본사를 라운드록으로 다시 이전할 계획이었다. 2003년까지 델은 본사를 라운드록으로 다시 이전했다. 2003년 이후 약 7년 동안 라스 시마스 I과 II 전체, 총 29,000제곱미터(312,000 제곱피트 (29,000 m2))를 임대했다. 그 해까지 이 공간 중 약 9,300제곱미터(100,000 제곱피트 (9,300 m2))가 새로운 재임차인에 의해 흡수되었다.
2008년, 델은 라운드록 본사의 전원 공급원을 더욱 환경 친화적인 것으로 전환했으며, 총 전력의 60%는 TXU 에너지 풍력 발전소에서, 40%는 웨이스트 매니지먼트가 운영하는 오스틴 공동 매립지 가스-에너지 발전소에서 공급받았다.
미국의 델 시설은 오스틴, 내슈아, 내슈빌, 오클라호마시티, 피오리아, 힐즈버러(포틀랜드 지역), 윈스턴세일럼, 에덴 프레리 (델 컴펠런트), 볼링그린, 링컨, 플로리다주 마이애미에 위치한다. 해외 시설은 말레이시아 페낭, 중국 샤먼시, 영국 브랙널, 마닐라, 인도 첸나이; 인도 하이데라바드; 인도 노이다; 브라질 호르톨란디아와 포르투알레그리; 슬로바키아 브라티슬라바; 폴란드 우치; 파나마 파나마시티; 아일랜드 더블린과 리머릭; 모로코 카사블랑카 및 프랑스 몽펠리에에 위치한다.
미국과 인도는 델의 모든 사업 기능을 갖추고 전 세계적으로 지원을 제공하는 유일한 국가이다. 연구 개발, 제조, 재무, 분석 및 고객 관리 등이 포함된다. 델은 TRA의 2023년 가장 선호하는 브랜드 보고서에 따라 "2023년 인도에서 가장 선호하는 브랜드"로 인정받았다.

### 제조
초기부터 델은 "주문 생산" 방식의 제조에 선구적인 역할을 했다. 즉, 고객 사양에 따라 개별 PC를 생산하여 납품했다. 반면, 당시 대부분의 PC 제조업체는 분기별로 중개업체에 대량 주문을 납품했다.
구매와 배송 간의 지연을 최소화하기 위해 델은 일반적으로 고객 근처에서 제품을 제조하는 정책을 가지고 있다. 이는 또한 적시 생산 (JIT) 제조 방식을 구현하여 재고 비용을 최소화할 수 있게 한다. 낮은 재고는 델 비즈니스 모델의 또 다른 특징으로, 부품 가치가 매우 빠르게 하락하는 산업에서는 중요한 고려 사항이다.
델의 제조 공정은 조립, 소프트웨어 설치, 기능 테스트("번인" 포함), 품질 관리를 포괄한다. 회사 역사의 대부분 동안 델은 데스크톱 기계를 자체 생산하고 노트북의 기본 제조는 외주에 맡겨 자체 공장에서 구성했다. 회사의 접근 방식은 2006년 연례 보고서에 명시된 바와 같이 변경되었는데, "우리는 원래 디자인 제조 파트너십과 제조 아웃소싱 관계의 사용을 계속 확장하고 있다"고 밝혔다. 월스트리트 저널은 2008년 9월에 "델이 공장을 매각하기 위해 계약 컴퓨터 제조업체와 접촉했다"고 보도했다. 2000년대 후반까지 델의 "주문 생산" 방식, 즉 미국 시설에서 고객 사양에 맞춰 개별 PC를 생산하는 방식은 PC가 강력한 저가 상품이 되면서 대량 생산 아시아 계약 제조업체만큼 효율적이거나 경쟁력이 없게 되었다.
북미 시장용 데스크톱 컴퓨터 조립은 이전에 텍사스주 오스틴(원래 위치)과 테네시주 레버넌(1999년 개장)에 있는 델 공장에서 이루어졌으며, 이 공장들은 각각 2008년과 2009년 초에 폐쇄되었다. 노스캐롤라이나주 윈스턴세일럼에 있는 공장은 2005년에 개장했지만 2010년 11월에 운영을 중단했다. 델의 미국 공장에서 이루어지던 대부분의 작업은 아시아와 멕시코의 계약 제조업체 또는 델의 일부 해외 공장으로 이전되었다. 플로리다주 마이애미에 있는 자회사 에일리언웨어의 시설은 계속 운영되고 있으며, 델은 가장 수익성 있는 제품인 서버를 텍사스주 오스틴에서 계속 생산하고 있다.
델은 EMEA 시장용 컴퓨터를 아일랜드 리머릭 시설에서 조립했으며, 한때 이 나라에 약 4,500명의 직원을 고용했다. 델은 1991년에 리머릭에서 제조를 시작하여 아일랜드 최대의 상품 수출업체이자 두 번째로 큰 회사 및 외국인 투자자가 되었다. 2009년 1월 8일, 델은 리머릭에 있는 모든 델 제조 시설을 2010년 1월까지 폴란드 우치 시에 있는 델의 새 공장으로 이전할 것이라고 발표했다. 유럽 연합 관계자들은 폴란드 정부가 델을 아일랜드에서 유치하기 위해 사용한 5,270만 유로의 지원 패키지를 조사할 것이라고 밝혔다. 유럽 제조 시설 1(EMF1, 1990년 개장)과 EMF3은 리머릭 근처 라힌 산업 단지의 일부를 이룬다. EMF2(이전 왕 연구소 시설, 나중에 플렉스트로닉스가 점유, 캐슬트로이에 위치)는 2002년에 폐쇄되었고, 델 주식회사는 생산을 EMF3으로 통합했다(EMF1은 이제 사무실만 포함한다). 폴란드 정부의 보조금은 델을 오랫동안 붙잡아 두었다. 리머릭 공장에서 조립을 마친 후, 더블린의 체리우드 테크놀로지 캠퍼스는 영업(주로 영국 및 아일랜드), 지원(EMEA 기업 지원) 및 클라우드 컴퓨팅 연구 개발 분야에서 1200명 이상의 직원을 보유한 공화국 최대 델 사무실이었으나, 더 이상 제조는 하지 않는다. 델의 에일리언웨어 자회사는 아일랜드 애슬론 공장에서 PC를 제조한다. 이 시설이 아일랜드에 계속 남아 있을지는 확실하지 않다. 델은 2007년 후반에 폴란드 우치에 있는 EMF4에서 생산을 시작했다.
델은 남미 시장용 데스크톱, 노트북, 파워에지 서버 제조를 1999년에 개장한 브라질 엘도라도 도 술 공장에서 2007년 호르톨란디아의 새 공장으로 이전했다.

## 제품

### 범위 및 브랜드

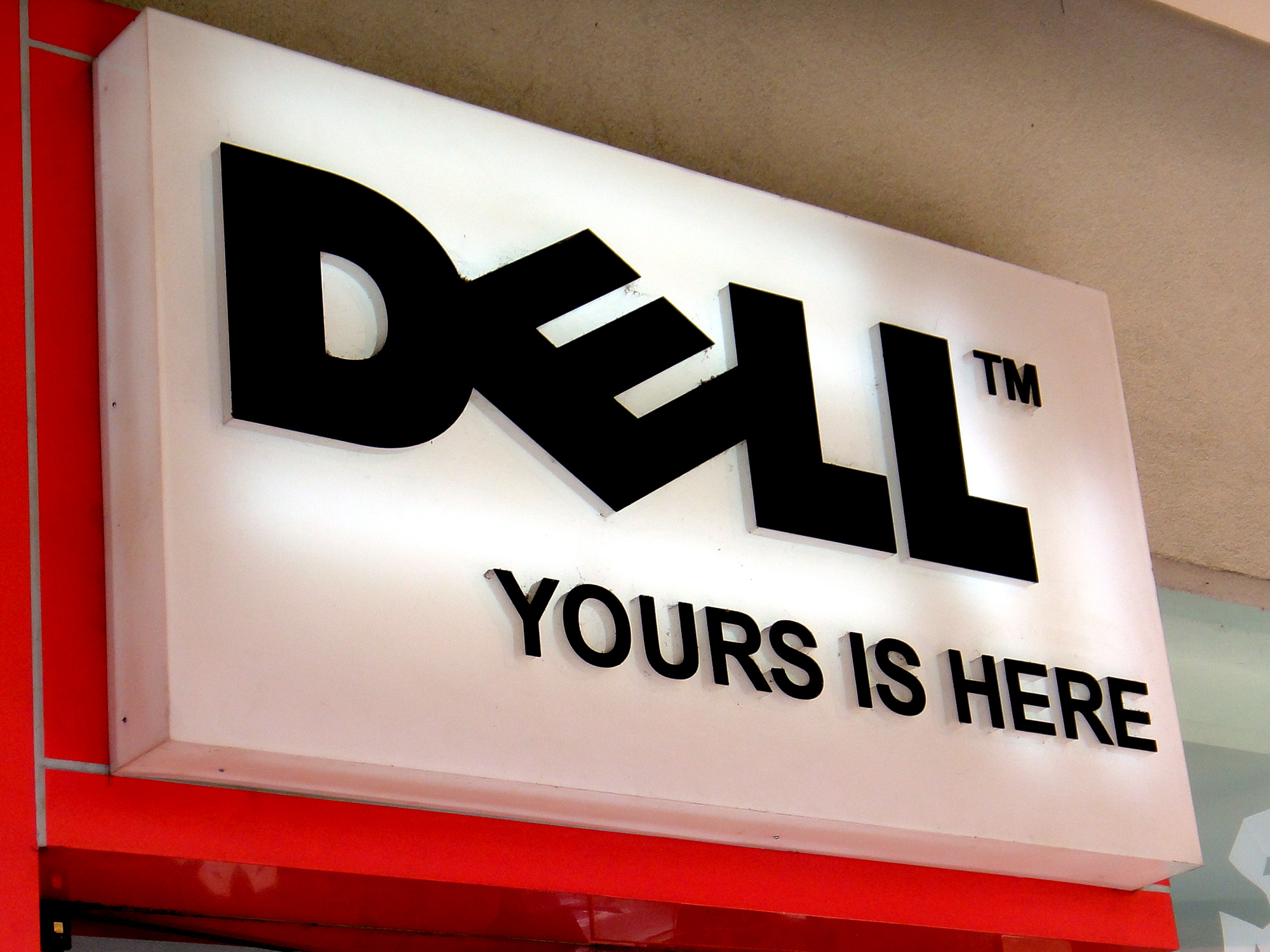
델의 슬로건 "당신의 것이 여기에 있습니다", SM 몰 오브 아시아의 파사이 지점에서 볼 수 있다.

이 기업은 특정 시장 부문에 맞는 특정 브랜드 이름을 마케팅한다.
비즈니스/기업용 라인업은 다음과 같다.
- 델 옵티플렉스 (사무실 데스크톱 컴퓨터 시스템)
- 델 디멘션 (가정용 데스크톱 컴퓨터 시스템)
- 델 보스트로 (사무실/소기업 데스크톱 및 노트북 시스템)
- 델 n 시리즈 (리눅스 또는 프리도스가 설치된 데스크톱 및 노트북 컴퓨터)
- 델 래티튜드 (비즈니스 중심 노트북)
- 델 프리시전 (컴퓨터 워크스테이션 시스템 및 고성능 "모바일 워크스테이션" 노트북),[219]
- 델 파워에지 (비즈니스 서버)
- 델 파워볼트 (다이렉트 연결 및 네트워크 결합 스토리지)
- Force10 (네트워크 스위치)
- 델 파워커넥트 (네트워크 스위치)
- 델 컴펠런트 (스토리지 에어리어 네트워크)
- EqualLogic (엔터프라이즈급 iSCSI SAN)
- Dell EMR (전자 의료 기록)

델의 홈 오피스/소비자 라인업은 다음과 같다.
- 델 인스피론 (중급 데스크톱 및 노트북 컴퓨터)
- XPS (고급 데스크톱 및 노트북 컴퓨터)
- 델 G 시리즈 (고/중급 성능 게이밍 랩톱)
- 에일리언웨어 (고성능 게이밍 시스템)
- 델 베뉴 (태블릿 안드로이드 / 마이크로소프트 윈도우)

델의 주변기기 등급에는 USB 키드라이브, LCD TV, 프린터가 포함되며, 델 모니터에는 LCD, 플라스마 TV, 영상 프로젝터가 포함되며, HDTV 및 컴퓨터 디스플레이용 모니터도 있다. 델 울트라샤프는 고급 모니터 브랜드이다.
델 서비스 및 지원 브랜드에는 델 솔루션 스테이션(확장 국내 지원 서비스, 이전 "Dell on Call"), 델 지원 센터(해외 확장 지원 서비스), 델 비즈니스 지원(정상 대기열보다 통화량이 적은 산업 인증 기술자를 제공하는 상업 서비스 계약), 델 에버드림 데스크톱 관리("Software as a service" 원격 데스크톱 관리, 원래 일론 머스크의 사촌인 린든 라이브가 설립한 SaaS 회사로 델이 2007년에 인수했다), 그리고 Your Tech Team(델 웹사이트나 델 전화 센터를 통해 시스템을 구매한 가정 사용자에게 제공되는 지원 대기열)이 포함된다.
단종된 제품 및 브랜드로는 악심 (PDA; 2007년 4월 9일 단종), 델 디멘션 (가정 및 소기업 데스크톱 컴퓨터; 2007년 7월 단종), 델 디지털 주크박스 (MP3 플레이어; 2006년 8월 단종), 델 파워앱 (애플리케이션 기반 서버), 델 옵티플렉스 (이전에는 서버 및 데스크톱 운영체제를 실행하도록 지원되던 데스크톱 및 타워 컴퓨터), 델 유닉스 (델 브랜드 PC 및 워크스테이션용 SVR4 기반 유닉스 운영체제; 1993년 단종) 및 델 모바일 커넥트(윈도우 모바일 애플리케이션; 2022년 7월 31일 단종)가 포함된다.

## 보안

### 자체 서명 루트 인증서
2015년 11월, 여러 델 컴퓨터에 "eDellRoot"라는 동일한 사전 설치된 루트 인증서가 탑재되어 출하된 것으로 드러났다. 이는 공격자가 HTTPS 보호 웹사이트(예: 구글 및 뱅크 오브 아메리카)를 가장하고 악성 코드가 인증서로 서명되어 마이크로소프트 소프트웨어 필터링을 우회하는 등 보안 위험을 야기했다. 델은 사과하고 제거 도구를 제공했다.

### 델 파운데이션 서비스
또한 2015년 11월, 한 연구원은 진단 프로그램인 델 파운데이션 서비스(Dell Foundation Services)를 사용하는 고객이 이 프로그램이 할당한 고유 서비스 태그 번호를 사용하여 디지털 추적될 수 있다는 사실을 발견했다. 이는 고객이 프라이빗 브라우징을 활성화하고 브라우저 쿠키를 삭제했더라도 가능했다. 아르스 테크니카는 델 고객들에게 문제가 해결될 때까지 프로그램을 제거할 것을 권장했다.

## 상업적 측면

### 조직
이사회는 9명의 이사로 구성된다. 회사 창립자인 마이클 델은 이사회 의장 겸 최고경영자를 맡고 있다. 다른 이사회 구성원으로는 도널드 J. 카티, 주디 르웬트, 클라우스 루프트, 알렉스 J. 만들, 샘 넌이 있다. 주주들은 회의에서 9명의 이사회 구성원을 선출하며, 과반수 득표를 얻지 못한 이사회 구성원은 이사회에 사표를 제출해야 하며, 이사회는 그 사표 수락 여부를 결정한다. 이사회는 일반적으로 특정 사안에 대한 감독 권한을 가진 5개의 위원회를 구성한다. 이 위원회에는 감사 및 보고를 포함한 회계 문제를 다루는 감사 위원회, CEO 및 회사 다른 직원들의 보수를 승인하는 보상 위원회, 제안된 합병 및 인수와 같은 재무 문제를 다루는 재무 위원회, 이사회 후보 지명 등 다양한 기업 문제를 다루는 지배구조 및 지명 위원회, 그리고 회사 관행이 독점 금지법을 위반하는 것을 방지하려는 독점 금지 준수 위원회가 포함된다.
회사의 일상적인 운영은 전략적 방향을 설정하는 글로벌 집행 관리 위원회에서 담당한다. 델은 미국 이외의 국가에 대해 지역별 고위 부사장을 두고 있다.

### 마케팅
델의 광고는 텔레비전, 인터넷, 잡지, 카탈로그, 신문 등 여러 유형의 미디어에 등장했다. 델 주식회사의 일부 마케팅 전략에는 연중 내내 가격 인하, 무료 보너스 제품(델 프린터 등), 그리고 더 많은 판매를 장려하고 경쟁사를 막기 위한 무료 배송이 포함된다. 2006년, 델은 19.2%의 시장 점유율을 유지하기 위해 가격을 인하했다. 이로 인해 이윤 폭도 8.7%에서 4.3%로 절반 이상 감소했다. 낮은 가격을 유지하기 위해 델은 인터넷과 전화망을 통한 제품 구매를 계속해서 대부분 수락하고, 고객 서비스 부서를 인도와 엘살바도르로 이전하고 있다.
2000년대 초 미국에서 인기 있었던 TV 및 인쇄 광고 캠페인에는 배우 벤 커티스가 "스티븐"이라는 약간 장난기 많은 금발 청년 역할을 맡아 컴퓨터 구매에 어려움을 겪는 사람들을 돕는 모습이 등장했다. 각 TV 광고는 보통 스티븐의 유행어인 "야, 델 사잖아!"로 끝났다.
이후의 광고 캠페인에는 델 본사의 인턴들이 등장했다 (이 특정 캠페인의 첫 번째 광고 중 하나 끝부분에 커티스의 캐릭터가 작은 카메오로 출연).
2007년, 델은 미국의 광고 대행사를 BBDO에서 워킹 마더 미디어(Working Mother Media)로 변경했다. 2007년 7월, 델은 워킹 마더가 제작한 새로운 광고를 공개하여 인스피론과 XPS 라인을 지원했다. 이 광고에는 플레이밍 립스와 디보의 음악이 사용되었는데, 디보는 광고 음악인 "Work it Out"을 녹음하기 위해 특별히 재결성되었다. 또한 2007년, 델은 "당신의 것이 여기에 있습니다"라는 슬로건을 사용하여 고객의 요구 사항에 맞게 컴퓨터를 맞춤 제작한다는 의미를 전달하기 시작했다.
2011년부터 델은 텍사스주 오스틴의 오스틴 컨벤션 센터에서 "델 월드(Dell World)"라는 콘퍼런스를 개최하기 시작했다. 이 행사에서는 델과 델 파트너가 제공하는 새로운 기술과 서비스를 선보였다. 2011년에는 10월 12일부터 14일까지 개최되었다. 2012년에는 12월 11일부터 13일까지 개최되었다. 2013년에는 12월 11일부터 13일까지 개최되었다. 2014년에는 11월 4일부터 6일까지 개최되었다.

#### 델 파트너 프로그램
2007년 말, 델 주식회사는 부가 가치 재판매업체(VAR) 프로그램을 확장할 계획을 발표하며, 공식 명칭을 "델 파트너 다이렉트(Dell Partner Direct)"로, 새로운 웹사이트를 선보였다.
델 인디아는 델 파트너 www.compuindia.com GNG Electronics Pvt Ltd와 함께 델 익스프레스 쉽 어필리에이트(DESA)라는 이름으로 온라인 전자상거래 웹사이트를 시작했다.
주요 목표는 배송 시간을 단축하는 것이었다. 델 인도 공식 사이트를 방문하는 고객들은 온라인 구매 옵션을 제공받으며, 이는 델 제휴 웹사이트 compuindia.com으로 리디렉션된다.

#### 글로벌 분석
델은 또한 가격 책정, 웹 분석 및 공급망 운영을 지원하는 자체 분석 부문을 운영한다. DGA는 델의 비즈니스 활동에 대한 전 세계적 시야를 가진 단일 중앙 집중식 조직으로 운영된다. 이 회사는 전 세계적으로 500개 이상의 내부 고객을 지원하며 5억 달러 이상의 정량화된 영향을 창출했다.

#### 랩톱 보안 마케팅에 대한 비판
2008년, 델은 세계에서 가장 안전한 랩톱이라고 주장하며, 특히 Latitude D630과 Latitude D830에 대해 언론의 주목을 받았다. 레노버의 요청으로 (미국) 국립 광고 부서(NAD)는 이 주장을 평가했으며, 델이 이를 뒷받침할 충분한 증거를 가지고 있지 않다고 보고했다.

### 소매
델은 인도에 처음으로 소매점을 열었다.

#### 미국
1990년대 초, 델은 미국 내 베스트 바이, 코스트코, 샘스클럽 매장을 통해 제품을 판매했다. 델은 1994년에 사업의 낮은 이윤을 이유로 이러한 관행을 중단하고, 이후 10년 동안 직접 판매 모델을 통해서만 유통했다. 2003년, 델은 미국 내 시어스 매장에서 잠시 제품을 판매했다. 2007년, 델은 샘스클럽과 월마트를 시작으로 다시 미국 내 주요 소매업체에 제품을 출하하기 시작했다. 미국 최대 사무용품 소매업체인 스테이플스와 미국 최대 전자제품 소매업체인 베스트 바이는 그 해 후반에 델의 소매 파트너가 되었다.

##### 키오스크
2002년부터 델은 미국에 키오스크 매장을 열어 고객이 회사로부터 직접 구매하기 전에 제품을 살펴볼 수 있도록 했다. 2005년부터 델은 키오스크 매장을 호주, 캐나다, 싱가포르, 홍콩의 쇼핑몰로 확장했다. 2008년 1월 30일, 델은 소매점 확장을 이유로 미국 내 140개 키오스크를 모두 폐쇄할 것이라고 발표했다. 2010년 6월 3일까지 델은 호주의 모든 쇼핑몰 키오스크도 폐쇄했다.

#### 소매점
2008년 2월 말 기준, 델 제품은 캐나다 최대 사무용품 소매업체인 스테이플스 비즈니스 디포에 출하되었다. 2008년 4월, 퓨처 샵과 베스트 바이는 일부 데스크톱, 랩톱, 프린터, 모니터 등 델 제품의 일부를 취급하기 시작했다.
일부 시장의 쇼핑객들이 전화나 인터넷을 통해 기술 제품을 구매하는 것을 꺼려하기 때문에, 델은 일부 중앙 유럽 국가와 러시아에서 소매 영업을 시작하는 것을 검토했다. 2007년 4월, 델은 부다페스트에 소매점을 열었다. 같은 해 10월, 델은 모스크바에 소매점을 열었다.
영국에서는 HMV의 대표 매장인 런던 트로카데로가 2007년 12월부터 델 XPS PC를 판매해 왔다. 2008년 1월부터 영국의 DSG 인터내셔널 매장들은 델 제품(특히 커리스 및 PC 월드 매장)을 판매해 왔다. 2008년 현재, 대형 슈퍼마켓 체인 테스코는 영국 전역의 매장에서 델 랩톱과 데스크톱을 판매해 왔다.
2008년 5월, 델은 사무용품 체인점인 오피스웍스(콜스 그룹의 일부)와 계약을 맺고 인스피론 데스크톱 및 노트북 제품군의 일부 수정 모델을 취급하기로 했다. 이 모델들은 모델 번호가 약간 다르지만, 델 스토어에서 판매되는 모델과 거의 동일하다. 델은 같은 해 11월 해리스 테크놀로지(또 다른 콜스 그룹의 일부)와의 파트너십을 통해 호주 시장에서 소매 확장을 계속했다. 또한 델은 "가격 인하"로 유명한 할인 가전제품 소매업체인 굿 가이즈와의 계약을 통해 호주에서 소매 유통을 확대했다. 델은 2008년 후반에 스튜디오 및 XPS 시스템을 포함한 다양한 데스크톱 및 노트북 모델을 유통하기로 합의했다. 델과 딕 스미스 일렉트로닉스(울워스 리미티드 소유)는 2009년 5월(오피스웍스가 콜스 그룹 소유의 계약을 체결한 지 1년 후) 호주 및 뉴질랜드 전역의 딕 스미스 400개 매장으로 확장을 위한 계약을 체결했다. 이 소매업체는 델 제품군의 다양한 델 인스피론 및 스튜디오 노트북과 최소한의 스튜디오 데스크톱을 유통하기로 합의했다. 2009년 기준, 델은 호주 전역의 18개 쇼핑센터에서 다양한 키오스크를 계속 운영하고 있다. 2010년 3월 31일, 델은 호주 키오스크 직원들에게 호주/뉴질랜드 델 키오스크 프로그램을 폐쇄한다고 발표했다.
독일에서 델은 일부 스마트폰과 노트북을 미디어 마크트와 새턴, 그리고 일부 쇼핑 웹사이트를 통해 판매하고 있다.

### 경쟁
델의 주요 경쟁업체로는 레노버, 휴렛 팩커드(HP), 하세, 에이서, 후지쯔, 도시바, 게이트웨이, 소니, 에이수스, MSI, 파나소닉, 삼성, 애플 등이 있다. 델과 그 자회사인 에일리언웨어는 AVADirect, 팔콘 노스웨스트, 부두PC(HP의 자회사), 그리고 다른 제조업체들과 열성 팬 시장에서 경쟁한다. 2006년 2분기, 델은 전 세계 개인용 컴퓨터 시장에서 18%에서 19%의 점유율을 차지했으며, HP는 약 15%를 차지했다.
2006년 말, 델은 HP에게 PC 사업 선두 자리를 내주었다. 가트너와 IDC는 2006년 3분기에 HP가 델보다 더 많은 제품을 출하했다고 추정했다. 같은 기간 동안 델의 3.6% 성장은 HP의 15% 성장에 비해 미미했다. 4분기에는 문제가 더욱 심화되어 가트너는 델 PC 출하량이 8.9% 감소(HP는 23.9% 성장)했다고 추정했다. 결과적으로 2006년 말 델의 전체 PC 시장 점유율은 13.9%(HP는 17.4%)를 기록했다.
IDC는 델이 서버 시장에서 상위 4개 경쟁사 중 가장 많은 시장 점유율을 잃었다고 보고했다. IDC의 2006년 4분기 추정치에 따르면 델의 서버 시장 점유율은 8.1%로 전년도 9.5%에서 하락했다. 이는 전년 대비 8.8%의 손실을 의미하며, 주로 경쟁사인 EMC와 IBM에게 빼앗겼다. 2021년 현재 델은 레노버와 HP에 이어 세 번째로 큰 PC 제조업체이다.

### EMC와의 파트너십
2001년, 델과 EMC는 양사가 공동으로 제품을 설계하고, 델이 파이버 채널 및 iSCSI 스토리지 에어리어 네트워크와 같은 특정 EMC 제품(중급 스토리지 시스템 포함)을 지원하는 파트너십을 체결했다. 이 관계는 또한 백업, 복구, 복제 및 아카이빙 소프트웨어의 OEM 버전을 홍보하고 판매한다. 2008년 12월 9일, 델과 EMC는 EMC와의 전략적 파트너십을 2013년까지 다년간 연장한다고 발표했다. 또한 델은 EMC 셀레라 NX4 스토리지 시스템을 델/EMC 네트워크 스토리지 시스템 제품군에 추가하여 제품 라인업을 확장하고, 티어디스크 데이터 스토리지 장치 제품군의 일부로 새로운 데이터 중복 제거 제품 라인업에 협력했다.
2011년 10월 17일, 델은 모든 EMC 스토리지 제품의 재판매를 중단하며 파트너십을 2년 일찍 종료했다. 이후 델은 EMC를 인수하고 합병하여 현재까지 가장 큰 기술 합병을 이루었다.

## 환경 기록
델은 2008 회계연도를 기준으로 2015년까지 전 세계 사업 활동에서 발생하는 온실가스 배출량을 40% 줄이기로 약속했다. 델은 그린피스의 친환경 전자제품 가이드에 등재되어 있으며, 지속 가능성, 기후 및 에너지 정책, 제품의 친환경성을 기준으로 주요 전자 제조업체를 평가한다. 2011년 11월, 델은 15개 전자 제조업체 중 2위를 차지했다 (이전 2010년 10월 순위에서 4.9점이었던 점수가 5.1점으로 상승했다).
델은 독성 PVC 및 브롬화 난연제(BFR) 제거에 대한 타임라인을 공개적으로 발표한 최초의 회사이며, 2009년 말까지 단계적으로 폐지할 계획이었다. 이 약속은 수정되었으며, 이제 2011년 말까지 유독 물질을 제거하는 것을 목표로 하지만 컴퓨터 제품에만 해당된다.
2010년 3월, 그린피스 활동가들은 방갈로르, 암스테르담, 코펜하겐에 있는 델 사무실에서 델의 창업자이자 CEO인 마이클 델에게 "독성 물질을 제거하라"고 요구하며, 델의 '지구상에서 가장 친환경적인 기술 회사'가 되겠다는 포부가 "위선적"이라고 주장했다. 델은 2009년에 G-시리즈 모니터(G2210 및 G2410)로 PVC 및 BFR이 완전히 없는 첫 제품을 출시했다.
2012년 분쟁광물 관련 보고서에서 이너프 프로젝트는 델을 24개 가전제품 회사 중 8위로 평가했다.

### 친환경 이니셔티브
델은 정보기술 산업에서 최초로 제품 재활용 목표를 수립했으며(2004년), 2006년에는 전 세계 소비자 재활용 프로그램 구현을 완료했다.
2007년 2월 6일, 전국 재활용 연합은 생산자 책임 증진 노력에 대해 델에 "재활용 우수 기업" 상을 수여했다.
2007년 7월 19일, 델은 2009년까지 2억 7,500만 파운드의 컴퓨터 장비를 회수하려는 다년간의 목표를 초과 달성했다고 발표했다. 회사는 2006년에 고객으로부터 7,800만 파운드(거의 40,000톤)의 IT 장비를 회수했다고 보고했으며, 이는 2005년 대비 93% 증가한 수치이자 7년 전 델이 판매한 장비의 12.4%에 해당한다.
2007년 6월 5일, 델은 장기적으로 지구상에서 가장 친환경적인 기술 회사가 되겠다는 목표를 세웠다. 회사는 다음을 포함하는 탄소 중립 이니셔티브를 시작했다.
1. 2012년까지 델의 탄소 집약도를 15% 감축
2. 분기별 사업 검토 시 주요 공급업체에게 탄소 배출 데이터 보고 요구
3. 고객과 협력하여 "지구상에서 가장 친환경적인 PC" 구축
4. 회사의 탄소 상쇄 프로그램 "나를 위해 나무 심기(Plant a Tree for Me)" 확장

델은 글로벌 리포팅 이니셔티브(GRI) 프로토콜을 따라 매년 기업의 사회적 책임 (CSR) 보고서에 환경 성과를 보고한다. 델의 2008년 CSR 보고서는 "GRI가 확인한" "적용 수준 B"로 평가되었다.
회사는 에너지 효율적인 제품 진화를 통해 외부 환경 영향을 줄이고, 에너지 효율 프로그램 을 통해 직접적인 운영 영향을 줄이는 것을 목표로 한다.

## 비판
1990년대, 델은 주로 ATX 메인보드와 PSU를 사용하다가 기계적으로 동일하지만 배선이 다른 커넥터가 있는 보드와 전원 공급 장치로 전환했다. 이는 하드웨어를 업그레이드하려는 고객이 일반적으로 구할 수 있는 부품 대신 희귀한 델 호환 부품으로 교체해야 함을 의미했다. 2003년까지 메인보드 전원 연결이 산업 표준으로 돌아왔지만, 델은 주변기기(예: MMC 리더 및 전원 켜기/끄기 스위치 및 LED)의 메인보드 핀아웃에 대해 여전히 비밀을 유지하고 있다.
2005년, 델에 대한 불만은 1,533건으로 두 배 이상 증가했는데, 그 해 수익이 52% 증가한 이후였다.
2006년, 델은 고객 서비스에 문제가 있음을 인정했다. 문제에는 통화의 45% 이상이 다른 상담원에게 연결되거나 긴 대기 시간이 포함되었다. 델의 블로그는 다음과 같이 답변을 자세히 설명했다. "우리는 이를 고치기 위해 1억 달러 이상, 그리고 재능 있는 사람들의 피, 땀, 눈물을 많이 쏟고 있다." 그해 후반에 회사는 고객 서비스에 대한 지출을 1억 5천만 달러로 늘렸다. 2018년 이후 델은 소비자 만족도가 크게 증가했다. 또한, 특히 소셜 미디어 지원을 통한 신속하고 정확한 답변으로 고객 서비스가 칭찬받았다.
2007년 8월 17일, 델 주식회사는 회계 관행에 대한 내부 조사 결과 2003년부터 2007년 1분기까지의 수익을 총 5천만 달러에서 1억 5천만 달러, 즉 주당 2센트에서 7센트 사이로 재작성하고 줄일 것이라고 발표했다. 2006년 11월에 시작된 이 조사는 델 주식회사가 제출한 일부 문서와 정보에 대한 미국 증권거래위원회의 우려로 인해 시작되었다. 델이 경쟁업체 AMD로부터 프로세서를 구매하지 않기로 합의한 대가로 인텔로부터 받은 대규모 독점 지급금을 공개하지 않았다는 주장이 제기되었다. 2010년 델은 결국 사기 혐의로 SEC의 기소를 해결하기 위해 1억 달러를 지불했다. 마이클 델과 다른 임원들도 혐의를 인정하거나 부인하지 않고 벌금을 지불하고 다른 제재를 받았다.
2009년 7월, 델은 대만 웹사이트에 비정상적으로 낮은 가격으로 제품을 두 번이나 제공한 후 몰려든 주문을 이행하기를 거부하여 대만 소비자보호위원회의 분노를 산 것에 대해 사과했다. 첫 번째 사례에서는 델이 19인치 LCD 패널을 15달러에 제공했다. 두 번째 사례에서는 델이 Latitude E4300 노트북을 NT$18,558(US$580)에 제공했는데, 이는 일반적인 가격인 NT$60,900(US$1900)보다 70% 낮은 가격이었다. E4300과 관련하여, 회사는 상당한 손실을 감수하고 할인을 이행하는 대신 주문을 취소하고 고객에게 최대 NT$20,000(US$625)의 바우처를 보상으로 제공했다. 대만 소비자 권익 당국은 델에 고객 권리 침해로 NT$100만(US$31,250)의 벌금을 부과했다. 많은 소비자들이 부당한 보상을 이유로 회사를 고소했다. 대만 남부 법원은 회사에 31명의 소비자에게 노트북 18대와 평면 모니터 76대를 NT$490,000(US$15,120)에 인도하도록 명령했는데, 이는 정상 가격의 3분의 1 미만이었다. 법원은 이 사건이 실수를 보기는 어렵다고 말했다. 왜냐하면 권위 있는 회사가 대만 웹사이트에서 3주 이내에 두 번이나 제품 가격을 잘못 책정했다고 말했기 때문이다.
마이클 델이 2013년 8월 244억 달러의 바이아웃 제안을 한 후, 행동주의 주주 칼 아이칸은 이 제안을 저지하고 자신의 제안을 추진하기 위해 회사와 이사회를 고소했다.
2020년, 오스트레일리아 전략 정책 연구소는 델을 포함한 최소 82개의 주요 브랜드가 신장의 위구르족 강제 노동과 연관되어 있다고 비난했다.

## 같이 보기
- 컴퓨터 시스템 제조업체 목록
- 대량 고객화
- 마이클 델